# Stadler Westschweizer Meterspurzüge
| Stadler Westschweizer Meterspurzüge (und AB ABe 4/12) | Stadler Westschweizer Meterspurzüge (und AB ABe 4/12) | Stadler Westschweizer Meterspurzüge (und AB ABe 4/12) | Stadler Westschweizer Meterspurzüge (und AB ABe 4/12) | Stadler Westschweizer Meterspurzüge (und AB ABe 4/12) | Stadler Westschweizer Meterspurzüge (und AB ABe 4/12) | Stadler Westschweizer Meterspurzüge (und AB ABe 4/12) | Stadler Westschweizer Meterspurzüge (und AB ABe 4/12) |
| ----------------------------------------------------- | ----------------------------------------------------- | ----------------------------------------------------- | ----------------------------------------------------- | ----------------------------------------------------- | ----------------------------------------------------- | ----------------------------------------------------- | ----------------------------------------------------- |
| Bauartbezeichnung:                                    | MBC Be 4/4+B+Be 4/4                                   | Travys Be 4/4+AB+Be 4/4                               | TPF, AB ABe 2/4+B+Be 2/4                              | TPF, AB ABe 2/4+B+Be 2/4                              | NStCM ABe 2/4+Be 2/4                                  | MOB ABe 4/4+Be 4/4                                    | CJ Be 4/4                                             |
| Nummerierung:                                         | 31–38                                                 | 3001–3006                                             | 101–110                                               | 1001–1005                                             | 401/402–419/420                                       | 9001–9004                                             | 651–655                                               |
| Anzahl:                                               | 4                                                     | 3                                                     | 10                                                    | 5                                                     | 10                                                    | 4                                                     | 5                                                     |
| Inbetriebsetzung:                                     | 2015–2016                                             | 2015–2016                                             | 2015–2016, 2023–2024                                  | 2018                                                  | 2015, 2021–2022                                       | 2016                                                  | 2016                                                  |
| Achsformel:                                           | Bo’Bo’+2’2’+Bo’B’                                     | Bo’Bo’+2’2’+Bo’B’                                     | Bo’2’+2’2’+2’Bo’                                      | Bo’2’+2’2’+2’Bo’                                      | Bo’2’+2’Bo’                                           | Bo’Bo’+Bo’Bo’                                         | Bo’Bo’                                                |
| Spurweite:                                            | 1000 mm                                               | 1000 mm                                               | 1000 mm                                               | 1000 mm                                               | 1000 mm                                               | 1000 mm                                               | 1000 mm                                               |
| Länge über Kupplung:                                  | 60,11 m                                               | 60,11 m                                               | 55,21 m                                               | 58,81 m                                               | 35,41 m                                               | 40,52 m                                               | 20,26 m                                               |
| Breite:                                               | 2,65 m                                                | 2,65 m                                                | 2,65 m                                                | 2,65 m                                                | 2,65 m                                                | 2,65 m                                                | 2,65 m                                                |
| Längsdruckkraft:                                      | 800 kN                                                | 800 kN                                                | 800 kN                                                | 800 kN                                                | 800 kN                                                | 800 kN                                                | 800 kN                                                |
| Achsstand Triebdrehgestelle: Laufdrehgestelle:        | 2000 mm 1800 mm                                       | 2000 mm 1800 mm                                       | 2000 mm 1800 mm                                       | 2000 mm 1700 mm                                       | 2000 mm 1800 mm                                       | 2000 mm 1800 mm                                       | 2000 mm 1800 mm                                       |
| Dienstmasse (tara):                                   | 117 t                                                 | 117 t                                                 | 92,5 t                                                | 88,5 t                                                | 63,5 t                                                | 95,7 t                                                |                                                       |
| Bruttomasse:                                          | 143,1 t                                               | 143,1 t                                               | 117,0 t                                               | 114,57 t                                              | 79,4 t                                                | 108,8 t                                               |                                                       |
| Höchstgeschwindigkeit:                                | 100 km/h                                              | 100 km/h                                              | 100 km/h                                              | 80 km/h                                               | 70 km/h                                               | 100 km/h                                              | 100 km/h                                              |
| Kurzzeitleistung:                                     | 2 × 1400 kW                                           | 2 × 1400 kW                                           | 1400 kW                                               | 1400 kW                                               | 1400 kW                                               | 2 × 1400 kW                                           | 1400 kW                                               |
| Dauerleistung:                                        | 2 × 1136 kW                                           | 2 × 1136 kW                                           | 1136 kW                                               | 1136 kW                                               | 1136 kW                                               | 2 × 1136 kW                                           | 1136 kW                                               |
| Anfahrzugkraft                                        | 2 × 150 kN                                            | 2 × 150 kN                                            | 150 kN                                                | 140 kN                                                | 150 kN                                                | 2 × 150 kN                                            | 150 kN                                                |
| Durchmesser Triebrad (neu): Laufrad (neu):            | 810 mm 770 mm                                         | 810 mm 770 mm                                         | 810 mm 770 mm                                         | 770 mm 750 mm                                         | 810 mm 770 mm                                         | 810 mm 770 mm                                         | 810 mm 770 mm                                         |
| Stromsystem:                                          | 15 kV, 16,7 Hz                                        | 15 kV, 16,7 Hz                                        | 900 V =                                               | 1500 V =                                              | 1500 V =                                              | 850 V =                                               | 1500 V =                                              |
| Sitzplätze 1. Klasse: 2. Kl. inkl. Klappsitze         | – 164                                                 | 10 154                                                | 15 145                                                | 15 161                                                | 9 82                                                  | 18 63                                                 | – 40                                                  |
| Kupplungstyp:                                         | +GF+                                                  | +GF+                                                  | Schwab                                                | +GF+                                                  | +GF+                                                  | Schwab                                                | →Text                                                 |
| Besonderheiten:                                       |                                                       |                                                       | behindertenzugängliches WC                            | behindertenzugängliches WC                            | behindertenzugängliches WC                            | behindertenzugängliches WC                            | behindertenzugängliches WC                            |

Die Westschweizer Meterspurzüge aus den Jahren 2015/16 sind elektrische Niederflur-Triebzüge und ‑Triebwagen des Herstellers Stadler Rail, die bei sechs Westschweizer Privatbahnen mit unterschiedlichen Achsfolgen unter verschiedenen Stromsystemen im Einsatz stehen. Das Konzept der Meterspurzüge weist einige Gemeinsamkeiten mit den normalspurigen Stadler Flirt auf.
2018 erhielten die Appenzeller Bahnen AB fünf ABe 4/12, die weitgehend den Meterspurzügen der TPF entsprechen.

## Ausgangslage

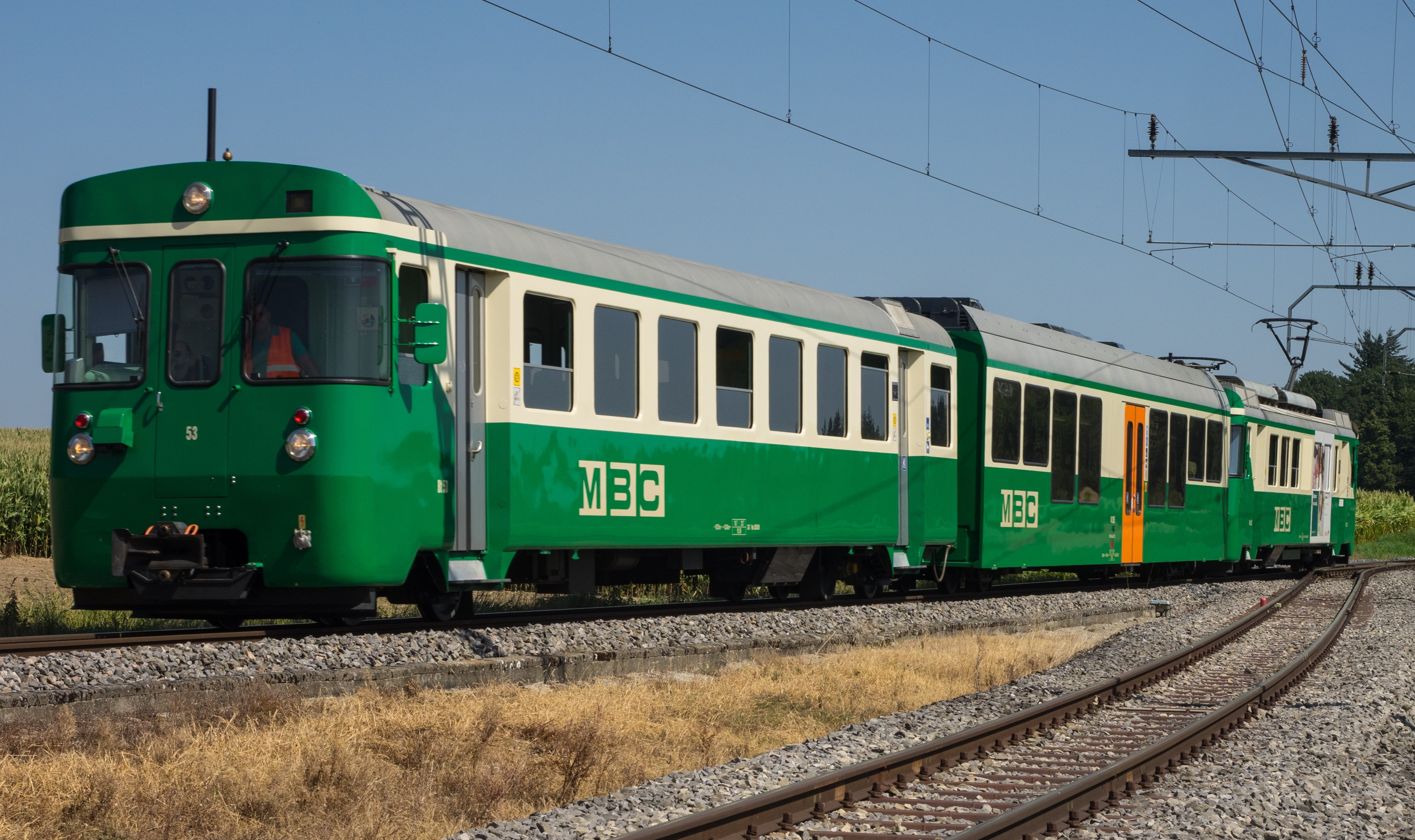
Be 4/4 der MBC aus dem Jahr 1981 mit neuem Niederflurzwischenwagen

Für die vorhandenen Pendelzüge Be 4/4 11–13 + Bt 51–53 der Linie Bière/L’Isle–Apples–Morges (BAM) aus dem Jahr 1981 beschafften die Transports de la région Morges–Bière–Cossonay (MBC) bereits 2010 drei zu den vorhandenen Pendelzügen passende Niederflurzwischenwagen B 2065–2067. Schon bei der Bestellung war vorgesehen, sie später mit passenden Endwagen zu ergänzen, um komplett neue Züge zu erhalten.

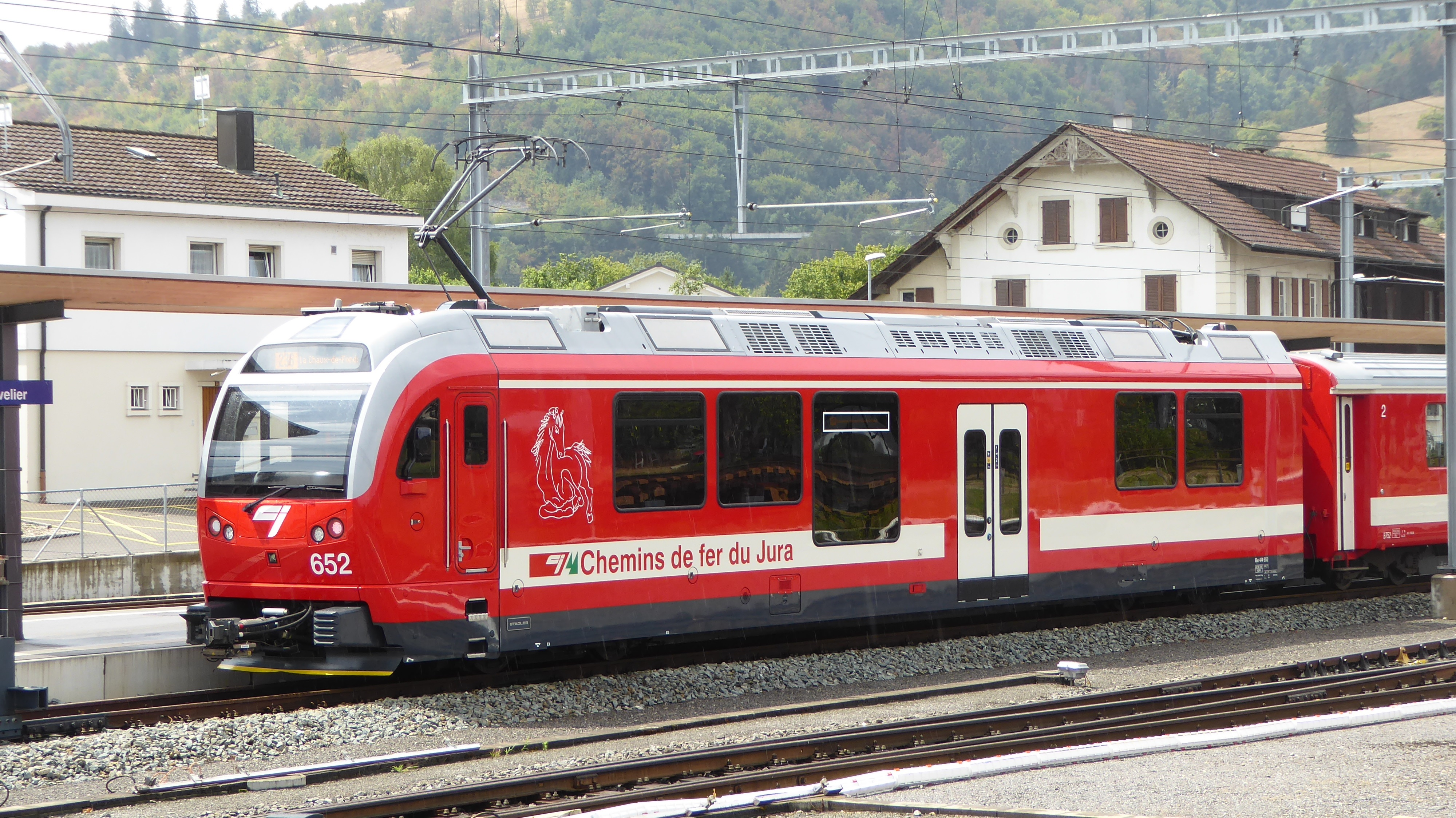
Die finanziellen Mittel der CJ reichten nur für Einzeltriebwagen. Sie verkehren gemischt mit modernisierten Altfahrzeugen.

2009 bestellte die Nyon-Saint-Cergue-Morez-Bahn (NStCM) bei Stadler vier zweiteilige Triebzüge ABe 4/8. Die NStCM hatte zunächst Interesse an Zügen in der Bauart der RBe 4/8 der Lausanne–Echallens–Bercher-Bahn. Der Kanton Waadt verweigerte jedoch die Finanzierung der Kleinserie und forderte aus Kostengründen eine gemeinsame Bestellung mit anderen Bahnen. Bei den Deutschschweizer Meterspurbahnen wusste man nichts von der Bestellung. Indessen verzeichneten mehrere Meterspurbahnen in der Romandie starke Nachfragesteigerungen, sodass der Kanton Waadt eine Kapazitätssteigerung und Erneuerung der auf seinem Gebiet verkehrenden Privatbahnen beschloss. Daraufhin schrieben die drei Waadtländer Meterspurbahnen MBC, Travys und Montreux-Berner Oberland-Bahn (MOB) zusammen mit den Transports publics fribourgeois (TPF) die Lieferung von 17 zwei- und dreiteiligen Triebzügen aus. Trotz der Konkurrenz des Bombardier-Konzerns, der im waadtländischen Villeneuve ein Werk betreibt, erhielt Stadler Bussnang den Auftrag im Wert von 151 Millionen Franken. Damit drängte der Thurgauer Hersteller bei den Schweizer Meterspurfahrzeugen seinen Konkurrenten aus dem Markt, was ihm gute Preise bringen wird.  Mit der gemeinsamen Bestellung liessen sich 28 Millionen Franken einsparen. Die NStCM schloss sich der Bestellung mit vier zweiteiligen Zügen im Wert von 66 Millionen an. Nachträglich bestellten die Chemins de fer du Jura (CJ) fünf Einteiler. Ursprünglich wollten die CJ komplette Triebzüge beschaffen, die bereitgestandenen Mittel hätten aber nur für drei Züge ausgereicht.
Die Anforderungen der Kunden sind unterschiedlich. MBC und Travys fahren mit 15'000 Volt Wechselspannung, die anderen Bahnen mit Gleichspannung. Die Strecken von MBC, Travys und MOB sind mit ihren starken Steigungen anspruchsvoll. Die MBC bestellten einen dreiteiligen und drei zweiteilige Züge, wobei die Zweiteiler mit den bereits vorhandenen Niederflurzwischenwagen zu Dreiteilern ergänzt wurden. Die Zugkraft ist so ausgelegt, dass sie für den Militärverkehr bis zu vier zusätzliche Personenwagen nach Bière befördern können. Mit den drei dreiteiligen Zügen steht Travys zusammen mit den beiden GTW ABe 2/6 modernes Rollmaterial für die Strecke Yverdon–Ste-Croix (YSteC) zur Verfügung. Die vier leistungsstarken Zweiteiler der MOB werden wie die Allegra der Rhätischen Bahn (RhB) zur Traktion von längeren Zügen mit bis zu neun Reisezugwagen eingesetzt, wobei die Triebwagen einzeln betriebsfähig sind und in der Regel Pendelzüge bespannen. Die TPF nutzen die neuen Fahrzeuge, um auf ihrem Meterspurnetz die erste Wagenklasse einzuführen. Die als Dreiteiler abgelieferten Züge können zur Anpassung an die Verkehrsnachfrage auch als zwei- und vierteilige Kompositionen formiert werden. Sie lösten die BDe 4/4 und Be 4/4 aus den 1970er Jahren ab, die nun den ausgeprägten Schülerverkehr abdecken. Mit ihren Be 4/4 651–655 sowie fünf modernisierten Steuerwagen ABt 711–715 aus den Jahren 1985/86 und drei Mittelwagen können die CJ den Regelverkehr seit 2016 mit behindertengerechten Kompositionen abdecken. Sie verkehren vorerst auf der Strecke Tavannes–Le Noirmont. Die MBC und MOB vereinbarten Optionen über je eine zusätzliche Komposition, die TPF über vier und die NStCM über fünf, wobei die Bestellung der NStCM für das Jahr 2018 geplant war. Im Dezember 2019 bestellte die NStCM sechs weitere Züge, die voraussichtlich im Jahre 2022 abgeliefert werden sollten. Wie erst im Dezember 2022 bekannt wurde, bestellte die TPF im Jahr 2020 drei weitere Züge und im Juni 2021 noch einen zusätzlichen Zug, bestehend aus ABe 2/4 – B – Be 2/4 mit den Nummern 107–110 bei Stadler. Die Lieferung der ersten drei Züge sollte im November 2023 erfolgen, der vierte Zug im Februar 2024.

## Technik

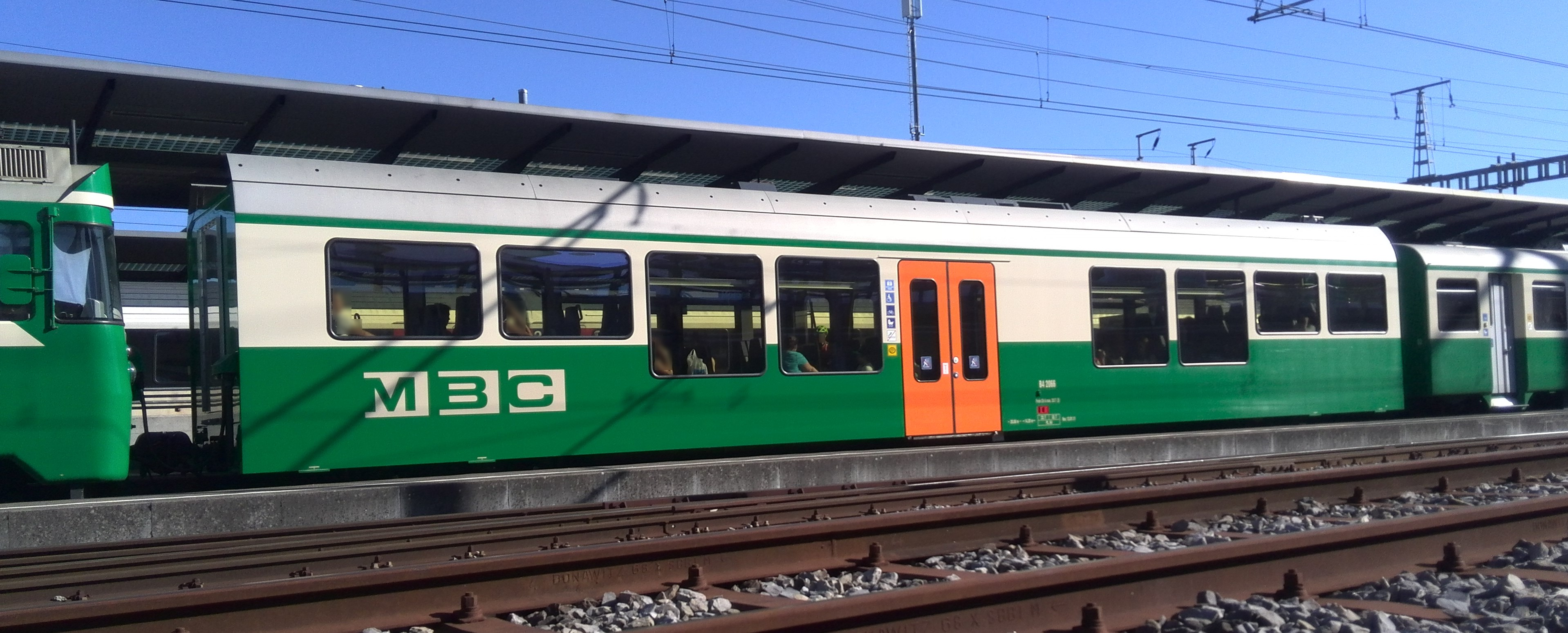
Die Niederflurzwischenwagen B 2065–2067 der MBC bildeten den Ausgangspunkt der Konstruktion

Die Meterspurzüge weisen einige Gemeinsamkeiten mit den normalspurigen Stadler Flirt auf. So sind die angetriebenen Drehgestelle an den äussersten Enden der Züge und die elektrische, stark redundante Ausrüstung auf dem Dach angeordnet. Auf Jakobsdrehgestelle wie bei den Flirt wurde aber verzichtet, weil damit bei Meterspurfahrzeugen keine niederflurigen Durchgänge realisierbar sind. Die Höchstgeschwindigkeit von 100 km/h kann nicht bei allen Bahnen ausgefahren werden.
Bei der Konstruktion der ABDeh 8/8 der Berner-Oberland-Bahn wurden die Wagenkästen mit den Führerkabinen und die Stromrichter von den Westschweizer Meterspurzügen übernommen.

### Mechanischer Teil

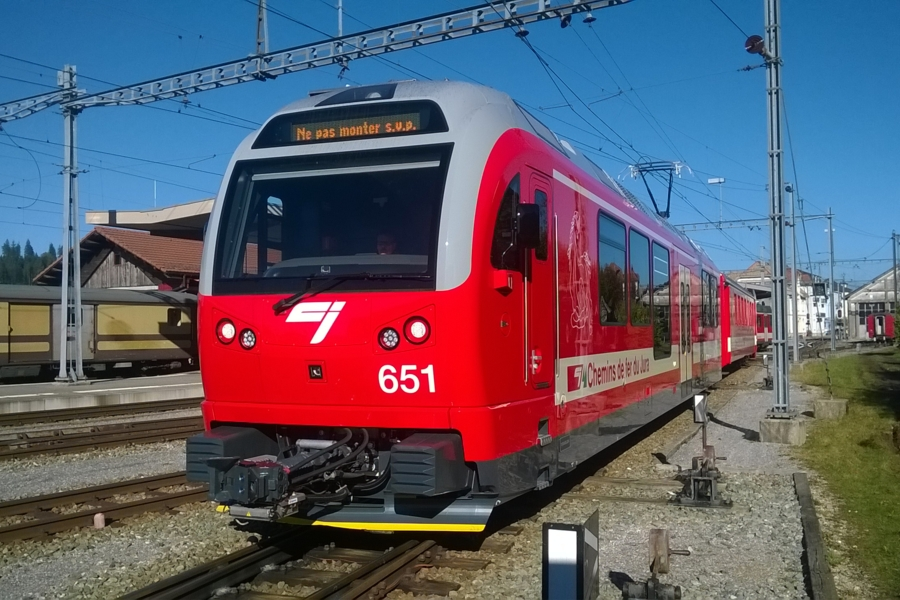
Be 4/4 651 der Jurabahnen CJ. Der Führerstand erfüllt die Crashnorm EN 15227.

Die Wagenkästen bestehen aus einer vollständig geschweissten Aluminiumkonstruktion. Das Grundkonzept der Triebwagen stammt von den Zahnradtriebzügen Adler und Fink der Zentralbahn. Bei den Gleichstrombahnen TPF und NStCM bestimmte die Infrastruktur der NStCM die Länge der Wagenkästen. Sie sind kürzer als bei den ähnlich konzipierten RBe 4/8 der Chemin de fer Lausanne–Echallens–Bercher (LEB). Die Frontpartien entsprechen den verschärften Crashnormen. Ein zusätzlicher Querträger im Führertisch-Brüstungsbereich trägt den Kollisionsrisiken der Bahnen mit Rollbockverkehr Rechnung. Die Konstruktion der Führerkabinen und die Anordnung der Bedienelemente lehnen sich stark an jene der Adler- und Finkzüge an. Die Verkleidung der Führerkabinen besteht aus einer GFK-Sandwichkonstruktion. Die ersten Schmalspurfahrzeuge von Stadler mit einer solchen Frontpartie sind die Schmalspur-Flirt ABe 4/8 „Diamant“ der BDWM. Die Bauweise der Niederflurzwischenwagen wurde von den 2011 an die MBC gelieferten B 2065–2067 übernommen. Alle Seitenwände sind mit C-Profilen zur Aufnahme der Cantilever-Bestuhlung versehen.
Die Triebdrehgestelle sind eine Weiterentwicklung jener der Allegra-Züge der RhB, die Achsantriebe stammen von den Adler- und Fink-Zügen. Ein kurzer Radstand von 2000 Millimetern und ein Drehkranz ermöglichen einen optimalen Lauf in den Kurven. Die Laufdrehgestelle entsprechen jenen der Zwischenwagen MBC B 2065–2067. Die Drehgestelle können mit Magnetschienenbremsen ausgestattet werden, wovon die einzelnen Bahnen je nach Bedarf Gebrauch machen.

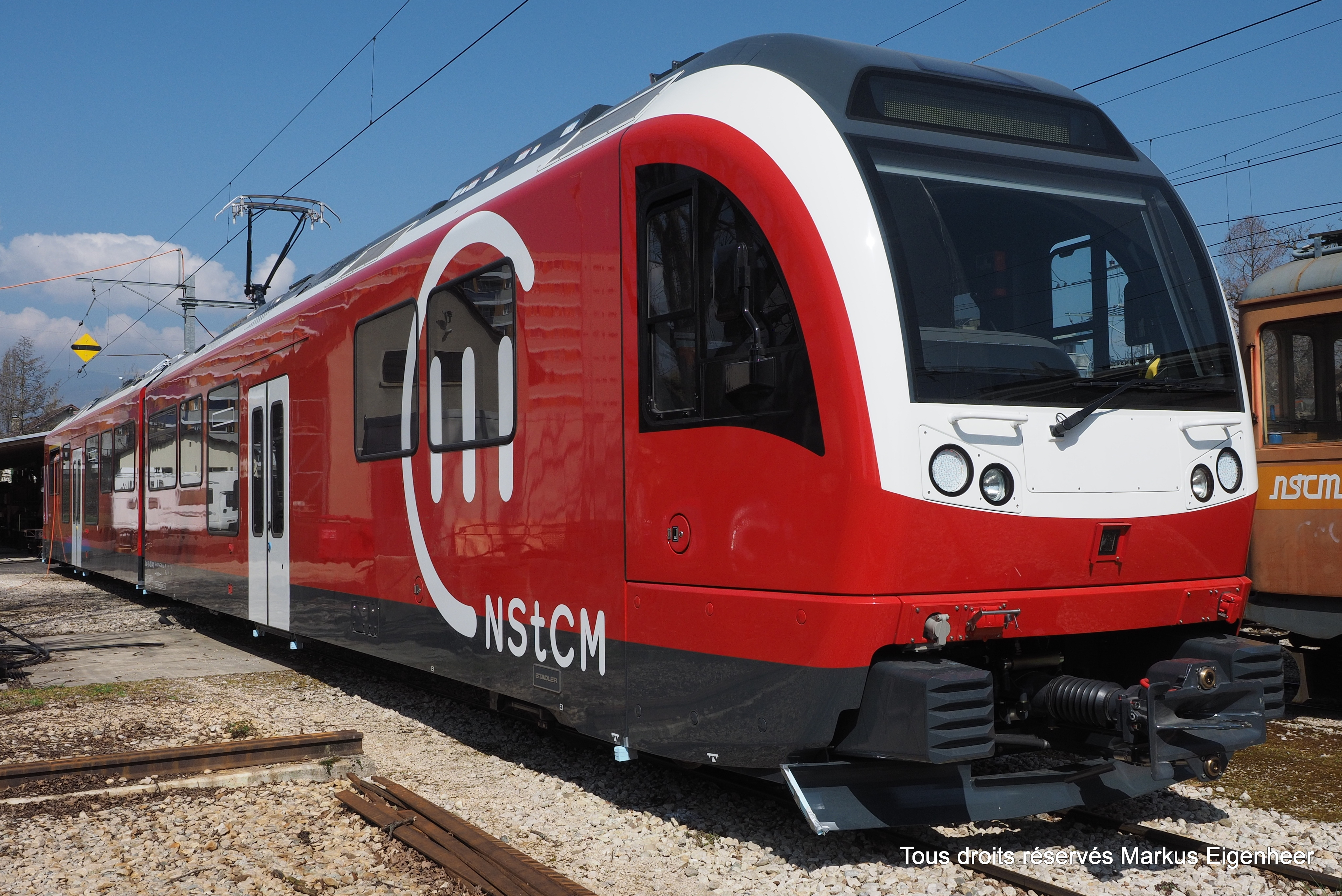
Die ABe 4/8 der NStCM verkehren mit 1500 V Gleichspannung und verfügen über halbautomatische +GF+-Kupplungen

Obwohl bei den TPF und der MOB Vakuumbremsen verwendet werden, sind die Triebzüge aller Bahnen mit Druckluftbremsen mit 5 bar Hauptleitungsdruck ausgestattet. Ältere Fahrzeuge, die mit den (A)Be 4/4 beziehungsweise (A)Be 2/4 verkehren, mussten entsprechend angepasst werden. Als Betriebsbremse dient die leistungsfähige Rekuperationsbremse, die bei den Triebwagen der Gleichstrombahnen mit Bremswiderständen ergänzt ist, falls das Fahrleitungsnetz nicht aufnahmefähig sein sollte. Als Ergänzung dient die ep-Bremse, die bei Trieb- und Laufdrehgestellen unabhängig voneinander angesteuert wird. Die indirekte Bremse wird ohne elektronische Unterstützung bedient und nur als Sicherheitsbremse verwendet.
Bei den (A)Be 4/4 der MOB und den (A)Be 2/4 und TPF sind vollautomatische Schwab-Kupplungen vorhanden, die anderen Züge verkehren mit +GF+-Kupplungen. Die Pendelzüge Be 4/4 + ABt der CJ weisen auf der Führerstandsseite eine Schwab-Kupplung und innerhalb der Komposition die bisher übliche +GF+-Kupplung auf. Die Schwab-Kupplungen der MOB-Triebwagen sind unter Last höhenverstellbar, um das Befahren der Umspuranlage in Zweisimmen zu ermöglichen. Die spurwechselfähigen Wagen des Golden-Pass-Express liegen in Regelspurstellung wegen der Perronhöhen etwa 20 cm höher als in Meterspurstellung.

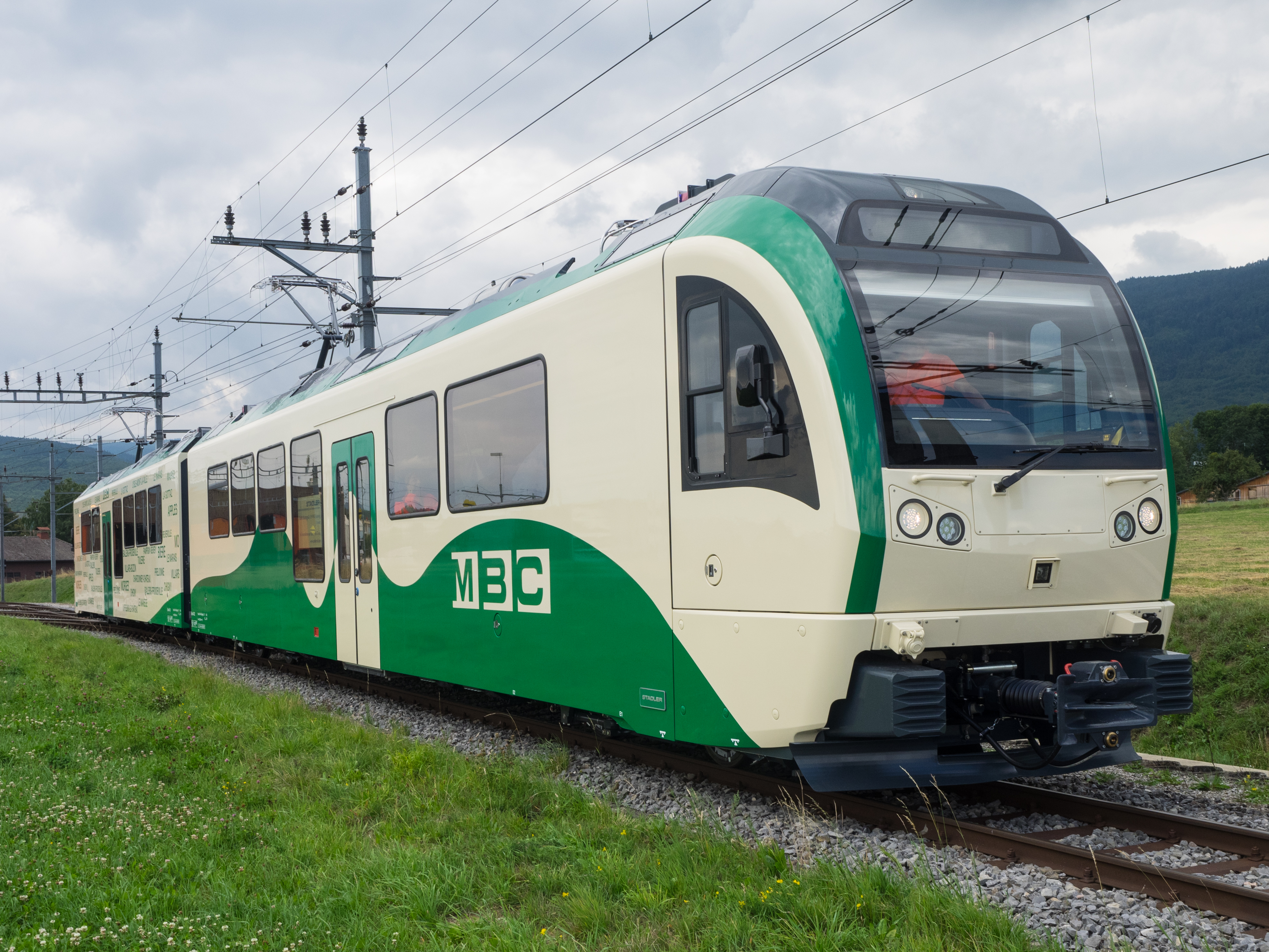
Wechselstromzug der MBC mit klassischer +GF+-Kupplung

Wie bei Stadler-Fahrzeugen üblich, nimmt die Sitzanordnung auf die Fensterteilung Rücksicht, um den Fahrgästen einen ungehinderten Ausblicken zu ermöglichen. Die Fussbodenhöhe beträgt im Niederflurbereich einheitlich 480 mm. Im Türbereich senkt sie sich über eine Rampe auf 407 mm. Bei den MOB-Triebwagen sind mit Rücksicht auf den harten Winterbetrieb Klapptritte eingebaut, die anderen Wagen verfügen über Schiebetritte.

### Elektrischer Teil

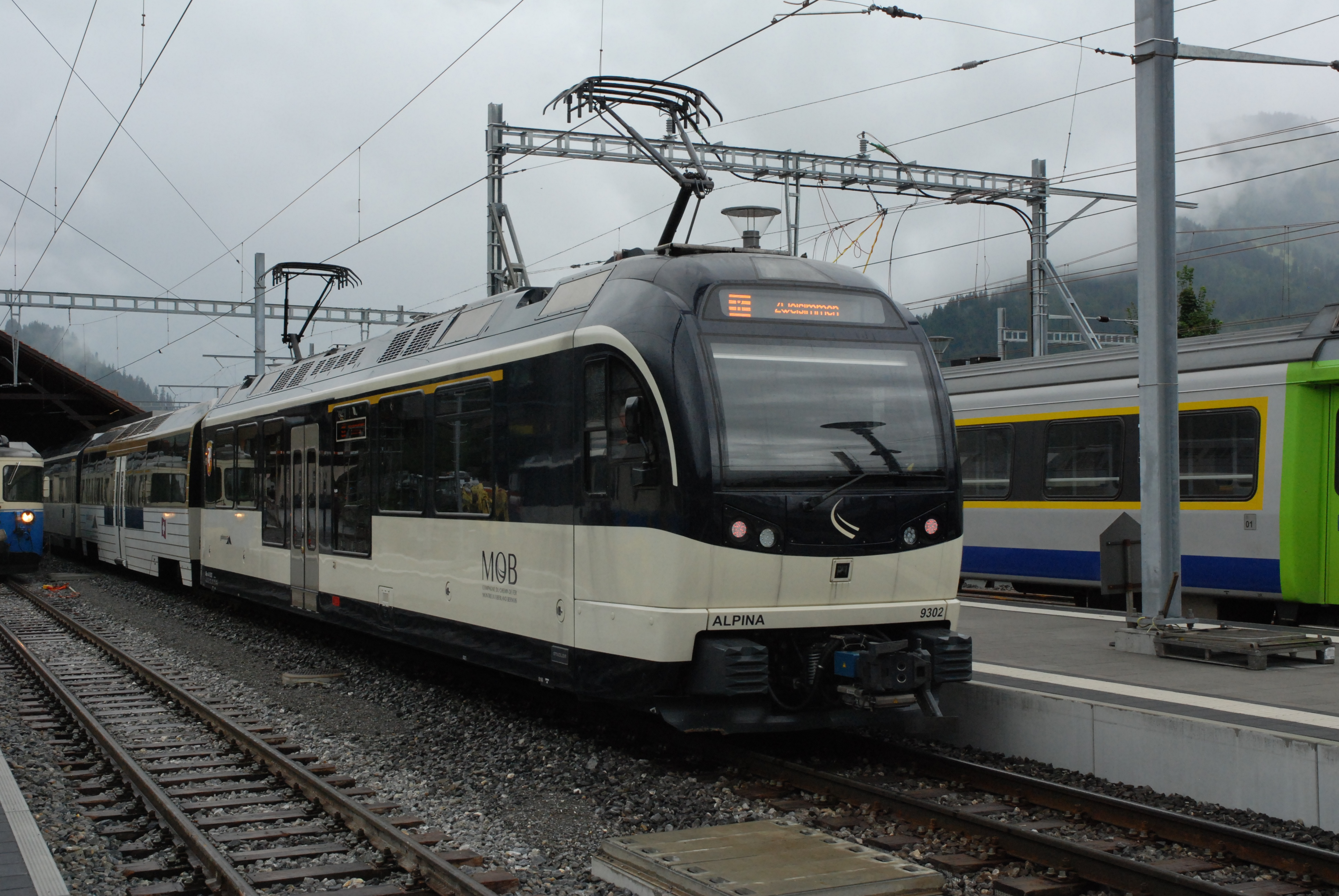
Jeder Gleichstromtriebwagen der MOB (Bild) und der CJ verfügt über zwei Stromabnehmer

Die von ABB stammende Traktionsausrüstung besteht wegen den unterschiedlichen Stromsystemen von 15 kV mit 16,7 Hz Wechselspannung und 1500 beziehungsweise 900 V Gleichspannung aus zwei Gruppen. Die Wechselspannungsfahrzeuge verfügen über zwei Einholmstromabnehmer, die die unterflur in der Nähe der Drehgestelle eingebauten Transformatoren mit Strom versorgen. Hierbei handelt es sich nach den ET1–ET9 der Mariazellerbahn um die ersten Triebfahrzeuge mit Trockentransformatoren. Die zwei Stromrichterblöcke sind, weil auf dem Dach der Platz fehlt, an den beiden Wagenkastenenden untergebracht. In ihnen speist ein Vierquadrantensteller den Gleichstromzwischenkreis. Ab hier ist die elektrische Ausrüstung der Wechsel- und Gleichstromzüge prinzipiell gleich.
Die Gleichstromtriebwagen der TPF, der NStCM und der AB sind über eine Hochspannungsleitung miteinander verbunden, sodass ein Stromabnehmer pro Triebwagen ausreicht. Die Stromrichter liegen auf dem Dach. Die anderen Triebwagen verfügen über je zwei Stromabnehmer; die beiden Stromrichter befinden sich im Innern an den Wagenkastenenden. Bei den Gleichstrombahnen wird jeder Fahrmotor einzeln von einem Stromrichter angesteuert, bei den Wechselstromfahrzeugen jedes Drehgestell. Mechanisch sind alle Motoren baugleich, die Statorwicklung für 1500 V weicht jedoch ab.
Die Traktionsausrüstung mit ihrer Steuerung und Leittechnik ist in hohem Mass redundant ausgeführt, um ein Liegenbleiben auf der Strecke zu vermeiden. Die Triebwagen der MOB sind mit anderen Fahrzeugen der Bahn vielfachsteuerbar, nicht aber mit den (A)Be 4/4 der TPF.
Die Gleichstromtriebwagen der CJ sind für die Speisung von einem Steuerwagen mit Stromabnehmer und Transformator vorbereitet. Die Jurabahnen möchten eine dritte Schiene auf der SBB-Strecke Glovelier–Delémont realisieren, um durchgehende Züge von Delsberg nach La Chaux-de-Fonds zu ermöglichen.
→ siehe auch Abschnitt Verlängerung nach Delsberg im Artikel Régional Saignelégier–Glovelier

## Namen
Die TPF wandten sich zur Suche nach mit der Region verbundenen Namen über einen Wettbewerb an die Bevölkerung, die Triebwagen der CJ sind nach Schmetterlingen benannt. Aufgelistet sind jeweils nur die getauften Fahrzeuge.
| MBC   | MBC      |
| Nr.   | Name     |
| ----- | -------- |
| 31/32 | Le Joran |

| Travys    | Travys      |
| Nummer    | Name        |
| --------- | ----------- |
| 3001/3002 | Inspiration |
| 3003/3004 | Découverte  |
| 3005/3006 | Complicité  |

| TPF | TPF                     |
| Nr. | Name                    |
| --- | ----------------------- |
| 101 | Moitié-moitié           |
| 102 | SudExpress              |
| 103 | Le Fribourgeois         |
| 104 | Dzodzet Express         |
| 105 | L'armayi                |
| 106 | Mon bi payi             |
| 107 | Le Ruhyo                |
| 108 | La Grevire              |
| 109 | Le Moléson Express      |
| 110 | La Flèche de l'Intyamon |

| MOB          | MOB           |
| Nummer       | Name          |
| ------------ | ------------- |
| ABe 4/4 9301 | Montbovon     |
| ABe 4/4 9302 | Château-d’Oex |
| ABe 4/4 9303 | Lenk          |

| CJ  | CJ              |
| Nr. | Name            |
| --- | --------------- |
| 651 | Le Paon-du-Jour |
| 652 | Le Machaon      |
| 653 | L'Apollon       |
| 654 | L'Aurore        |
| 655 | La Belle-Dame   |

## Kritik
Die Triebwagen der MOB können nicht wie vorgesehen für die Beförderung der spurwechselfähigen Golden-Pass-Expresszüge eingesetzt werden. Ihre Traktionsausrüstung erlaubt zwar eine Dauerzugkraft von 150 Kilonewton. Mit einer Leermasse von nur 54,2 Tonnen sind die Triebwagen im unbesetzten Zustand jedoch kaum in der Lage, die notwendige Zugkraft auf die Schienen zu übertragen. Die MOB schrieb daraufhin im Jahr 2021 für den Golden-Pass-Express die Beschaffung neuer Lokomotiven aus.

## Bilder

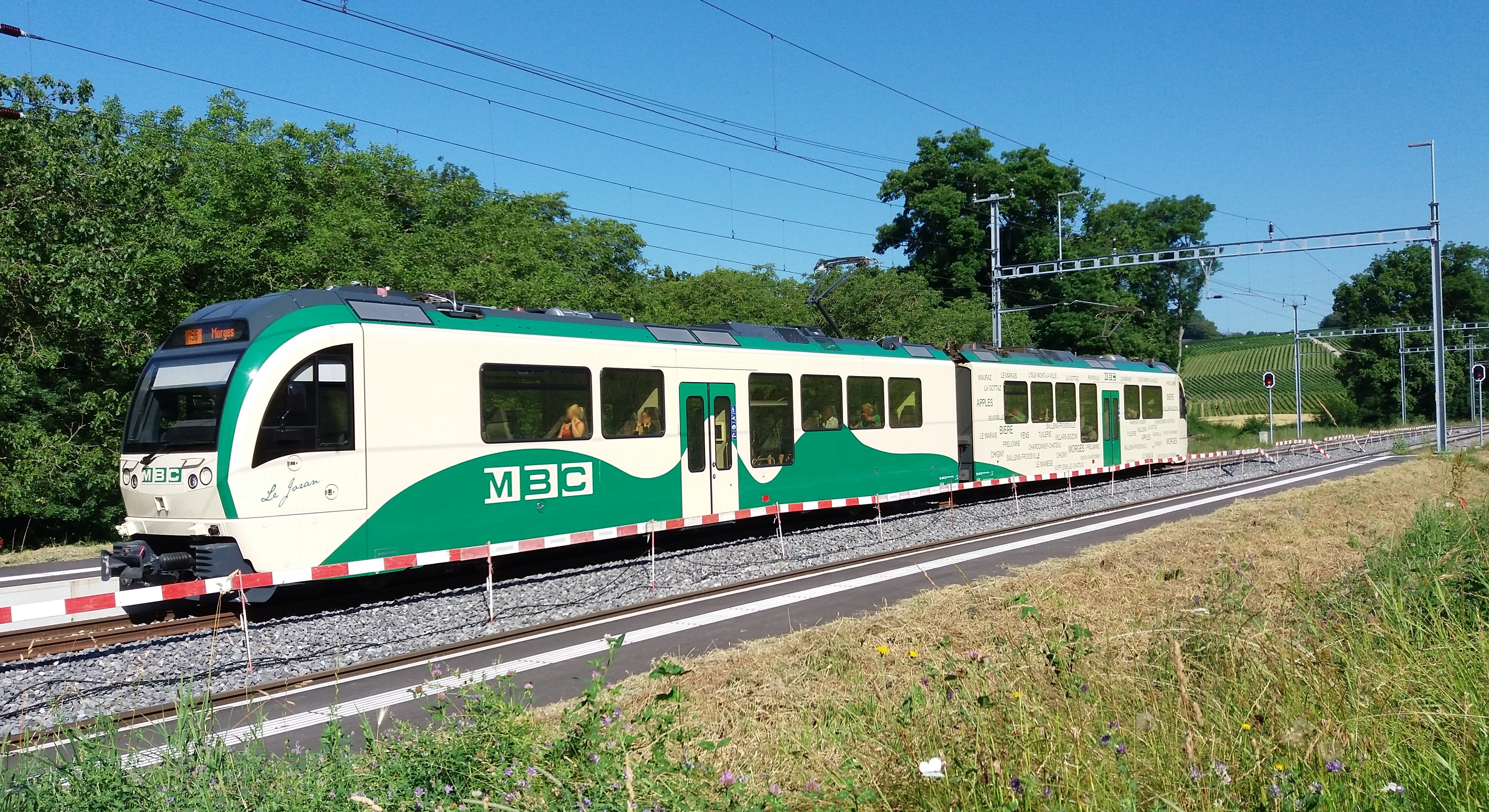
Zweiteiliger Zug der Transports de la région Morges–Bière–Cossonay (MBC)
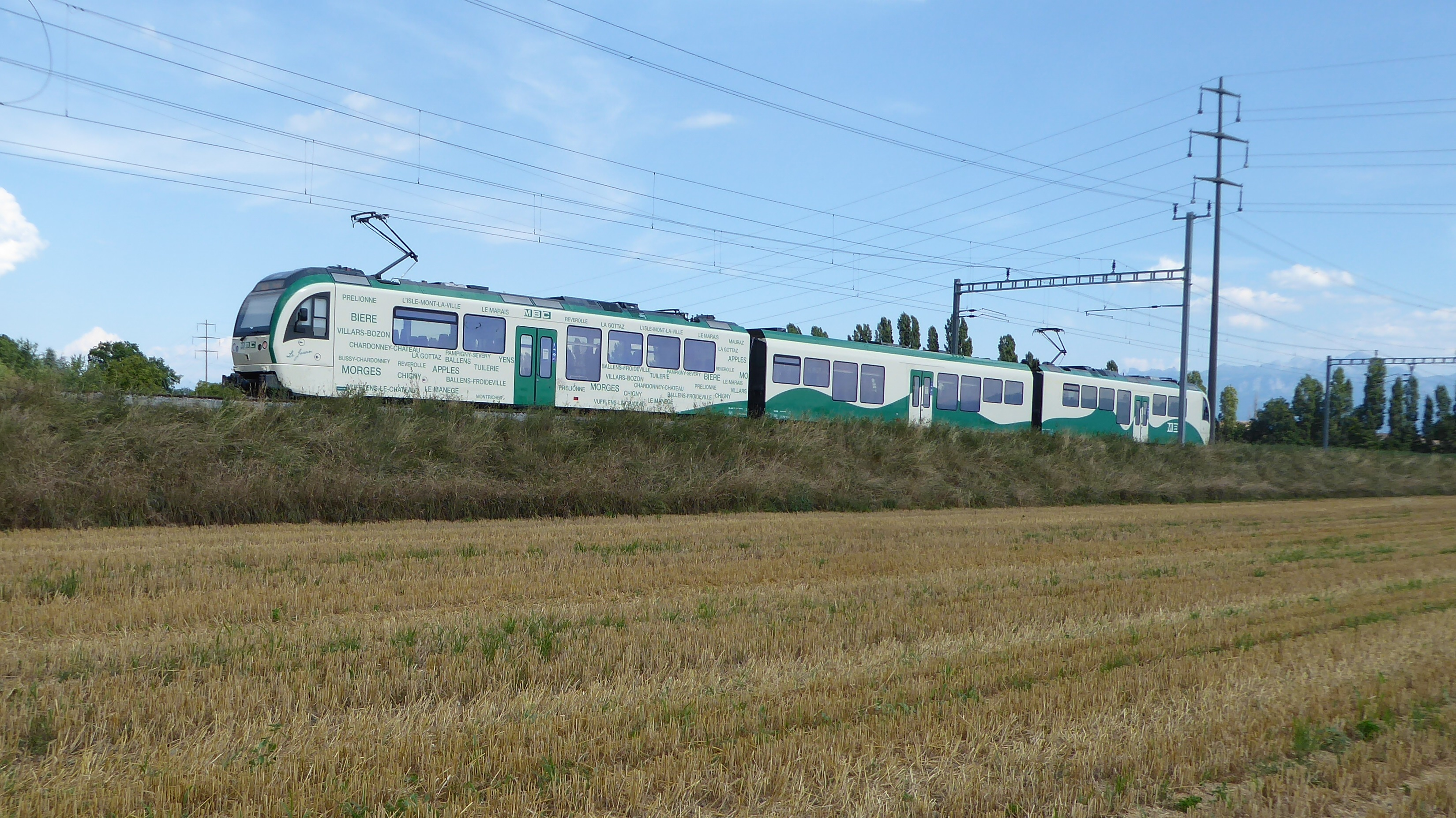
Dreiteiliger Zug der MBC
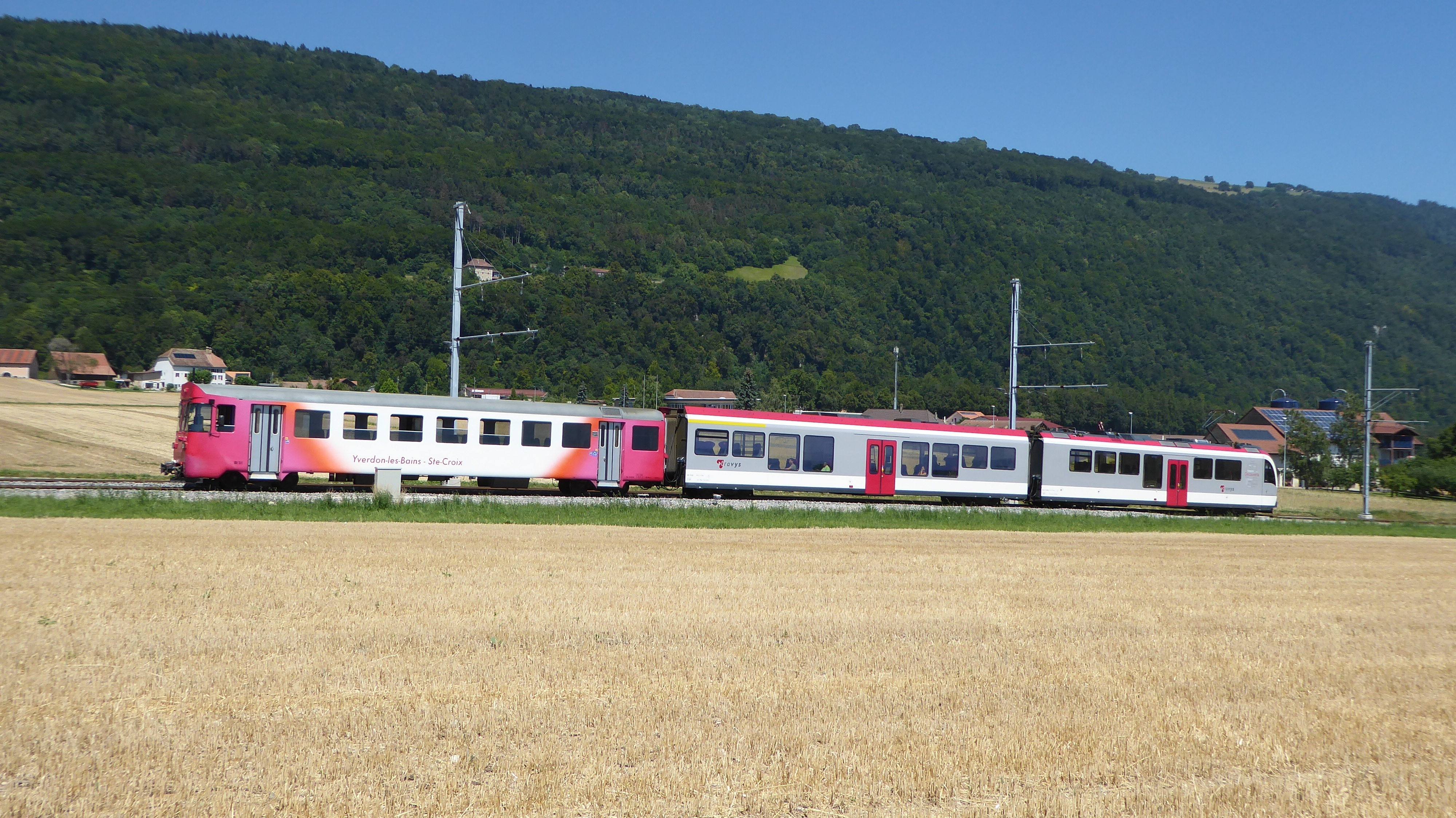
Be 4/4 der Travys mit Steuerwagen Bt 51 aus dem Jahr 1982
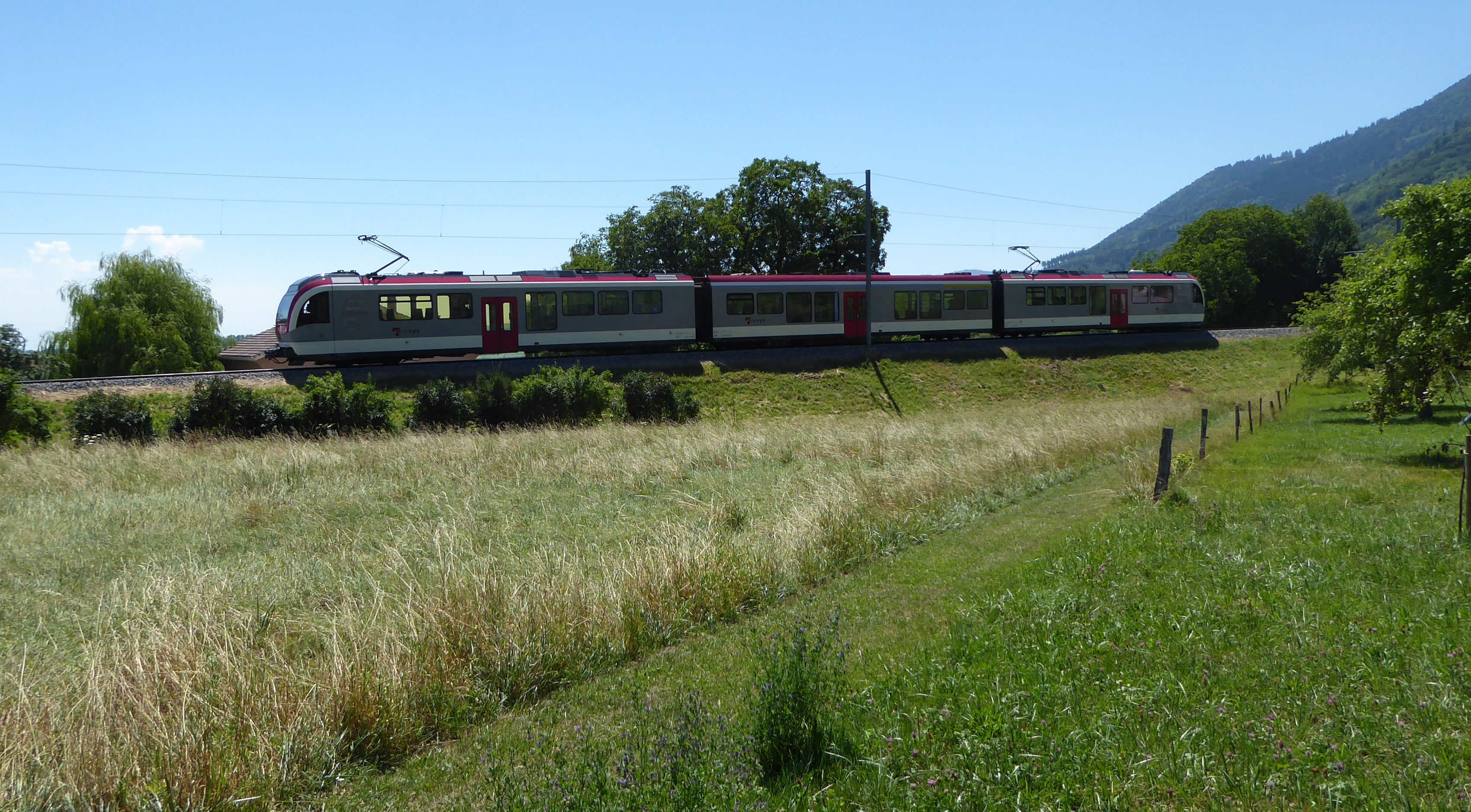
ABe 8/12 der Travys
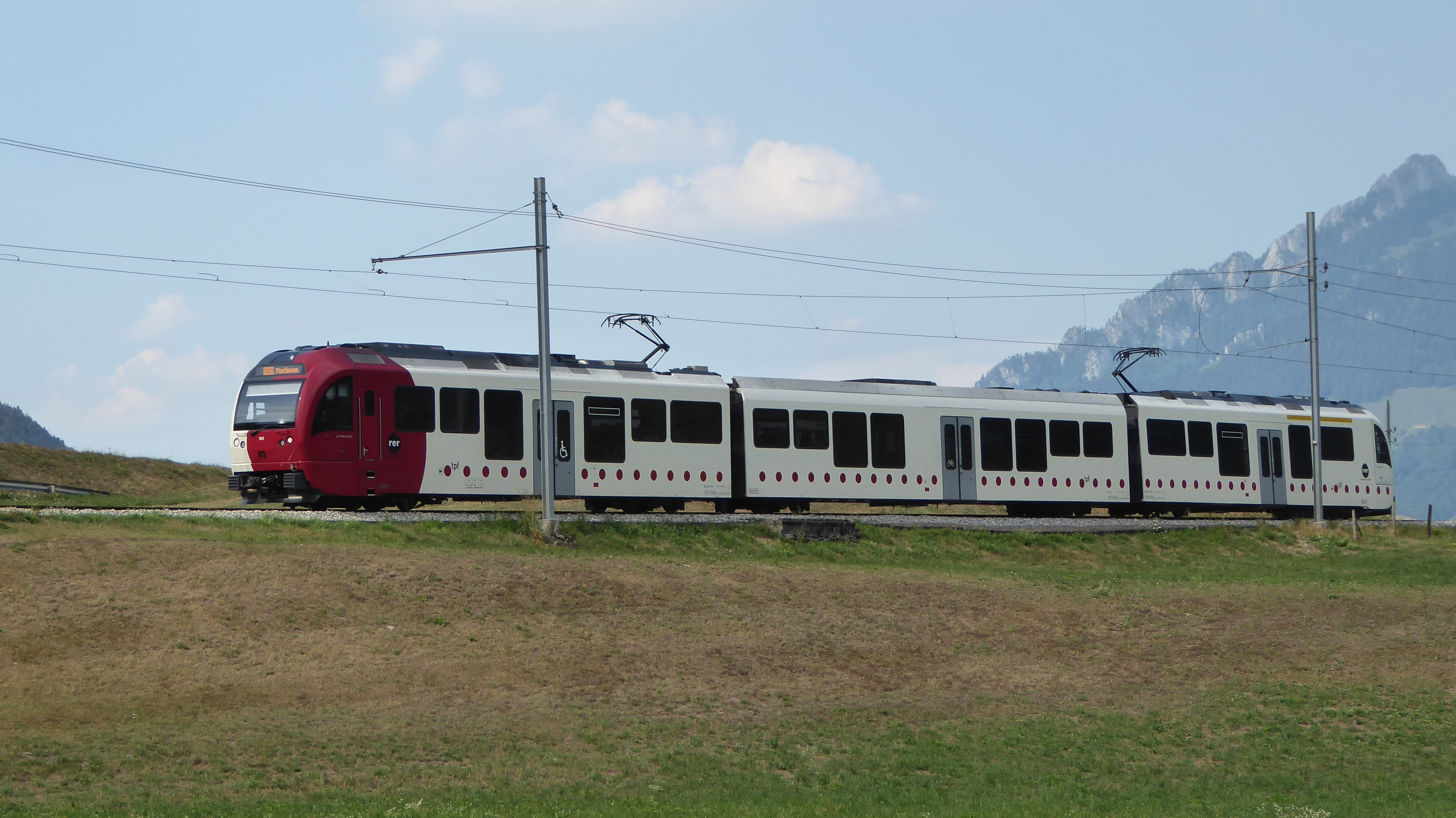
ABe 4/12 der Freiburgischen Verkehrsbetriebe (TPF)
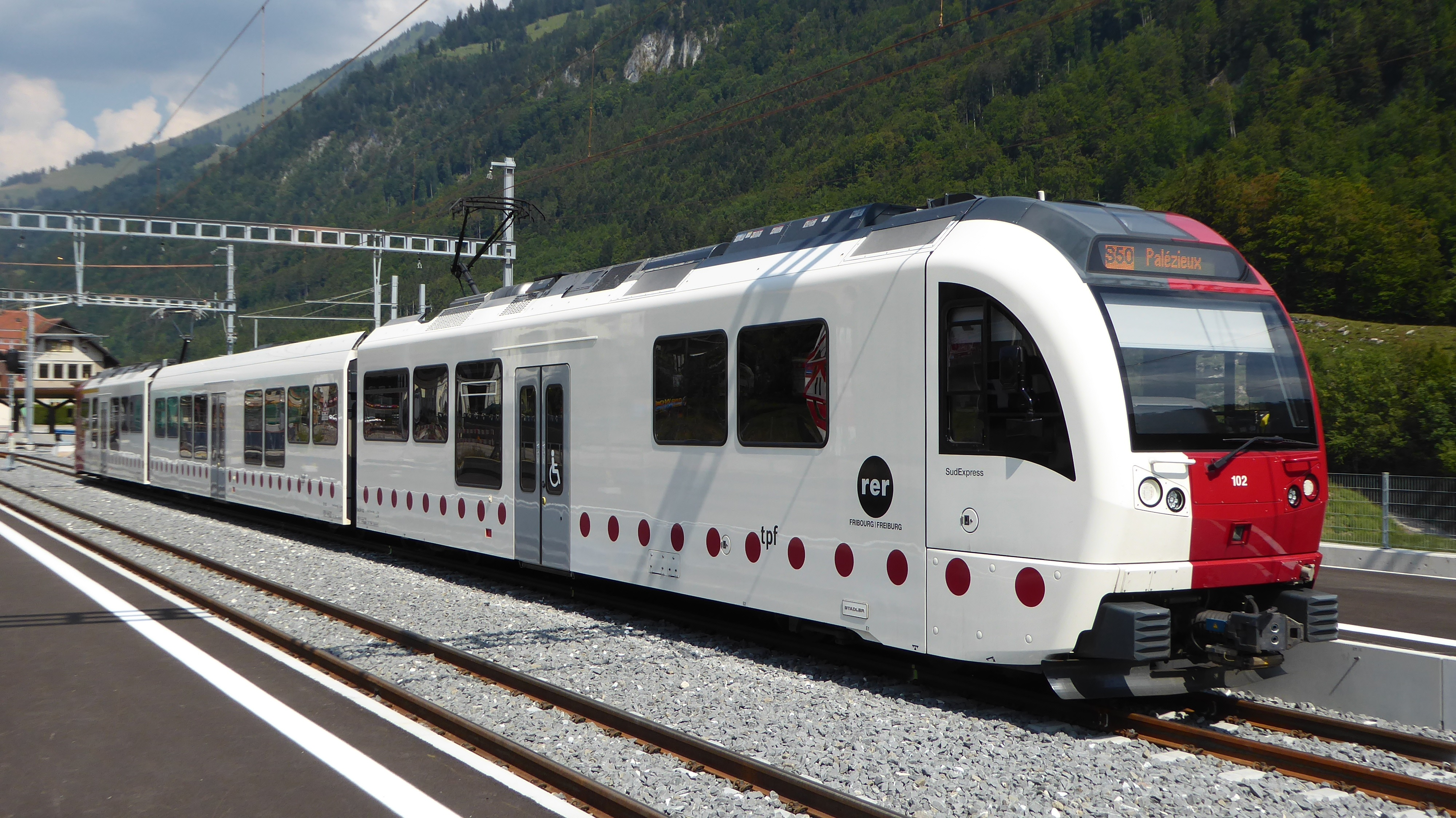
ABe 4/12 der TPF im Bahnhof von Montbovon
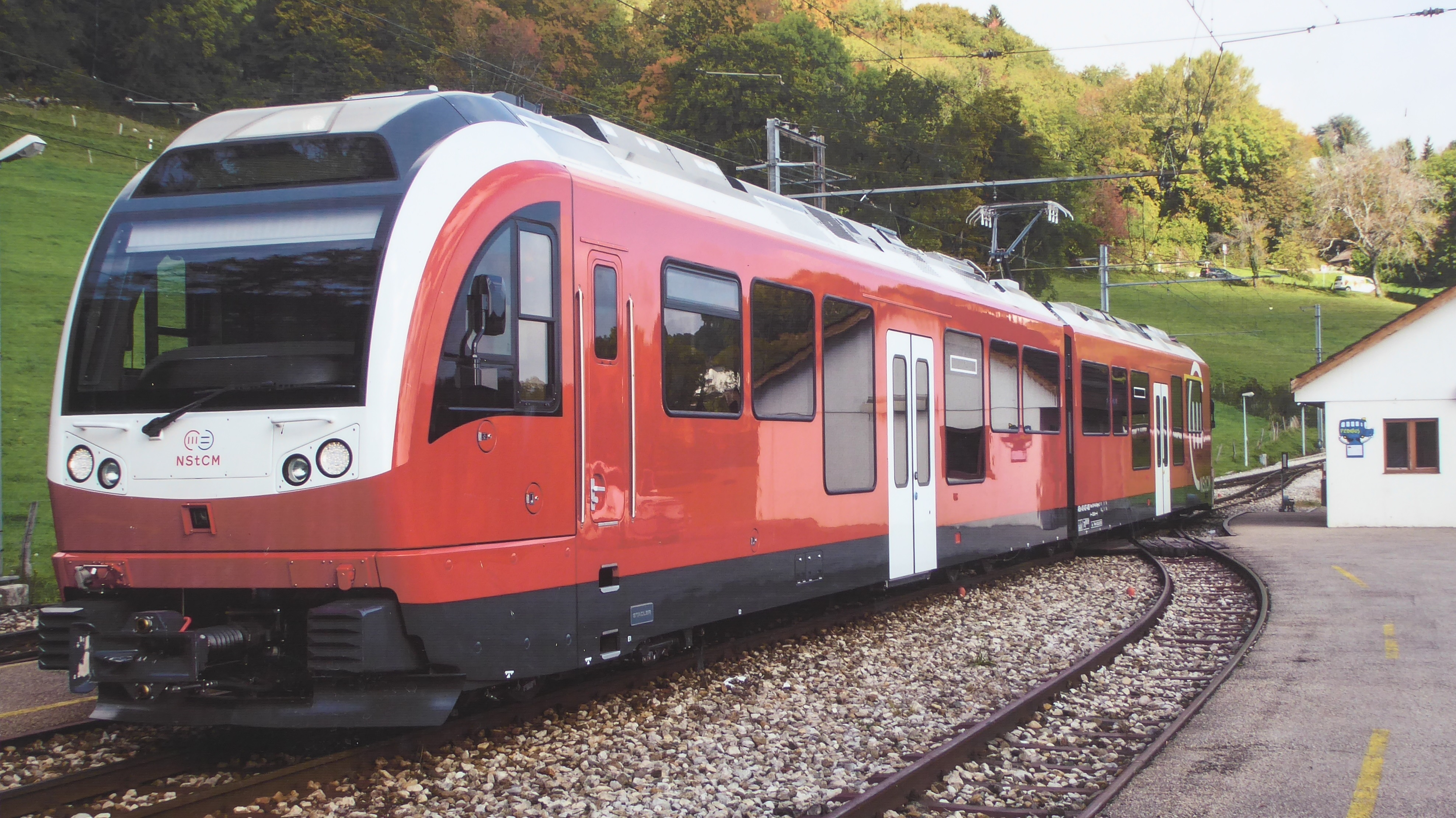
ABe 4/8 der Chemin de fer Nyon–St-Cergue–Morez (NStCM)
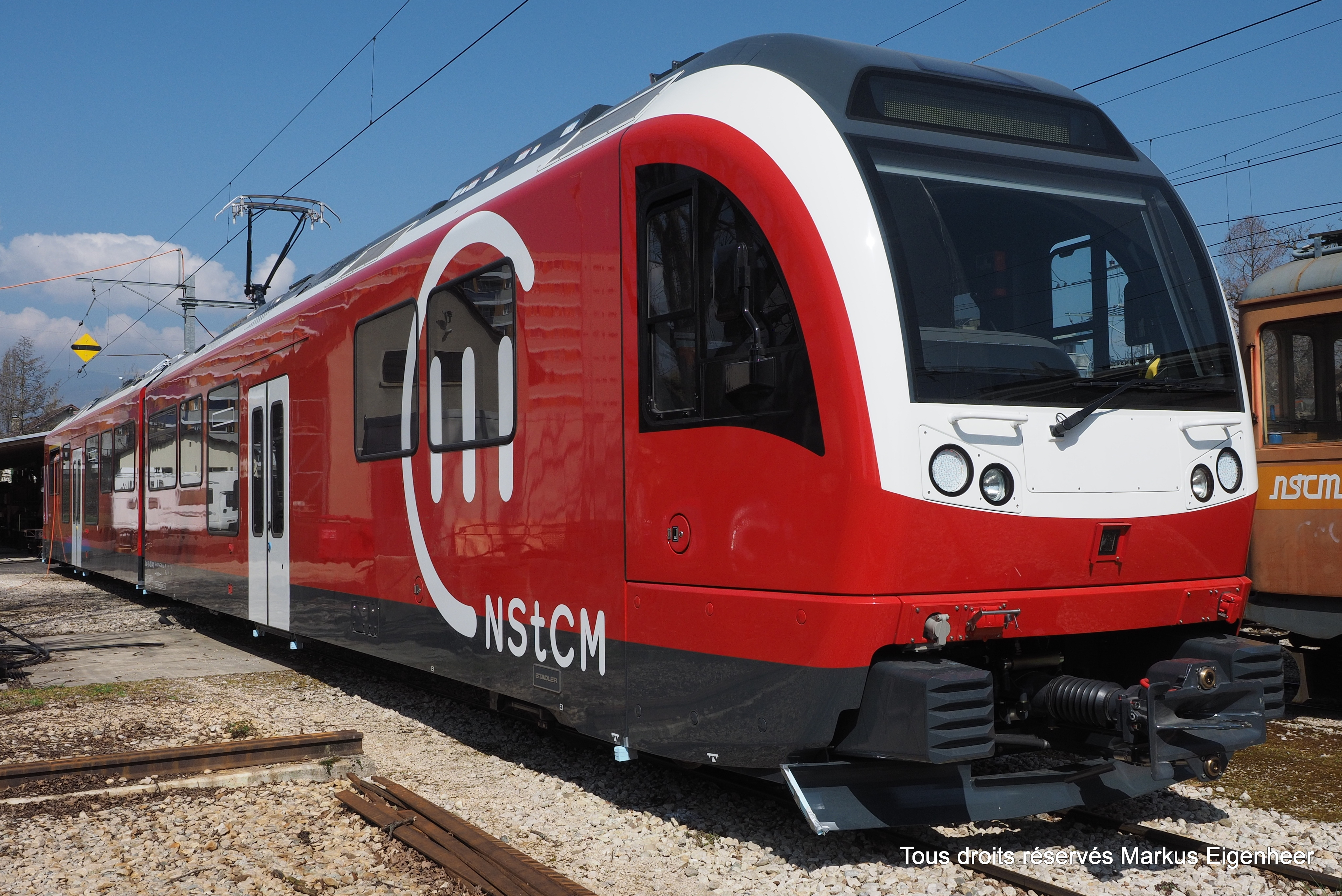
ABe 4/8 der NStCM vor dem Depot La Plantaz
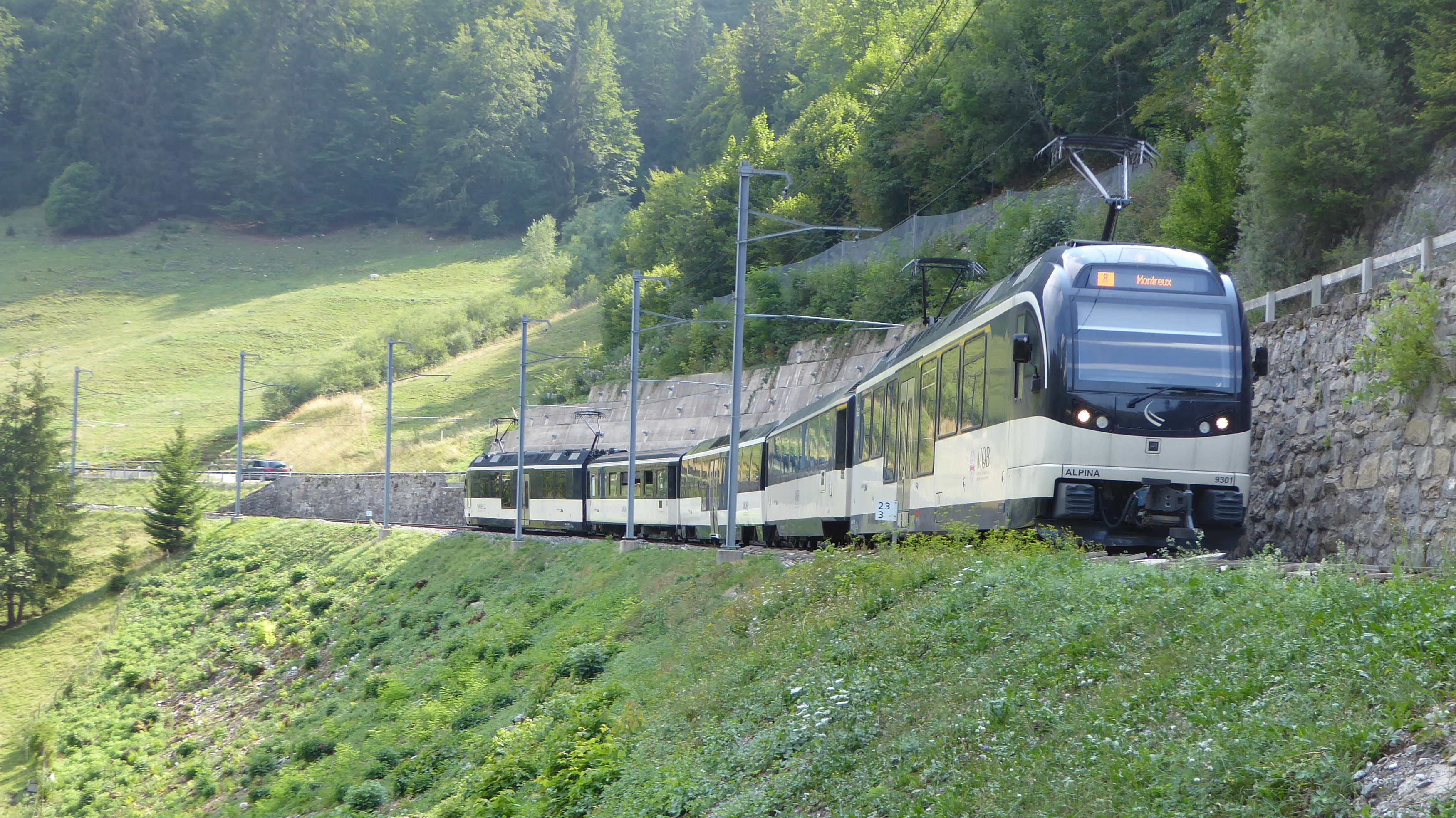
Doppelpendelzug der Montreux-Berner Oberland-Bahn (MOB) mit einem ABe 4/4 und einem Be 4/4
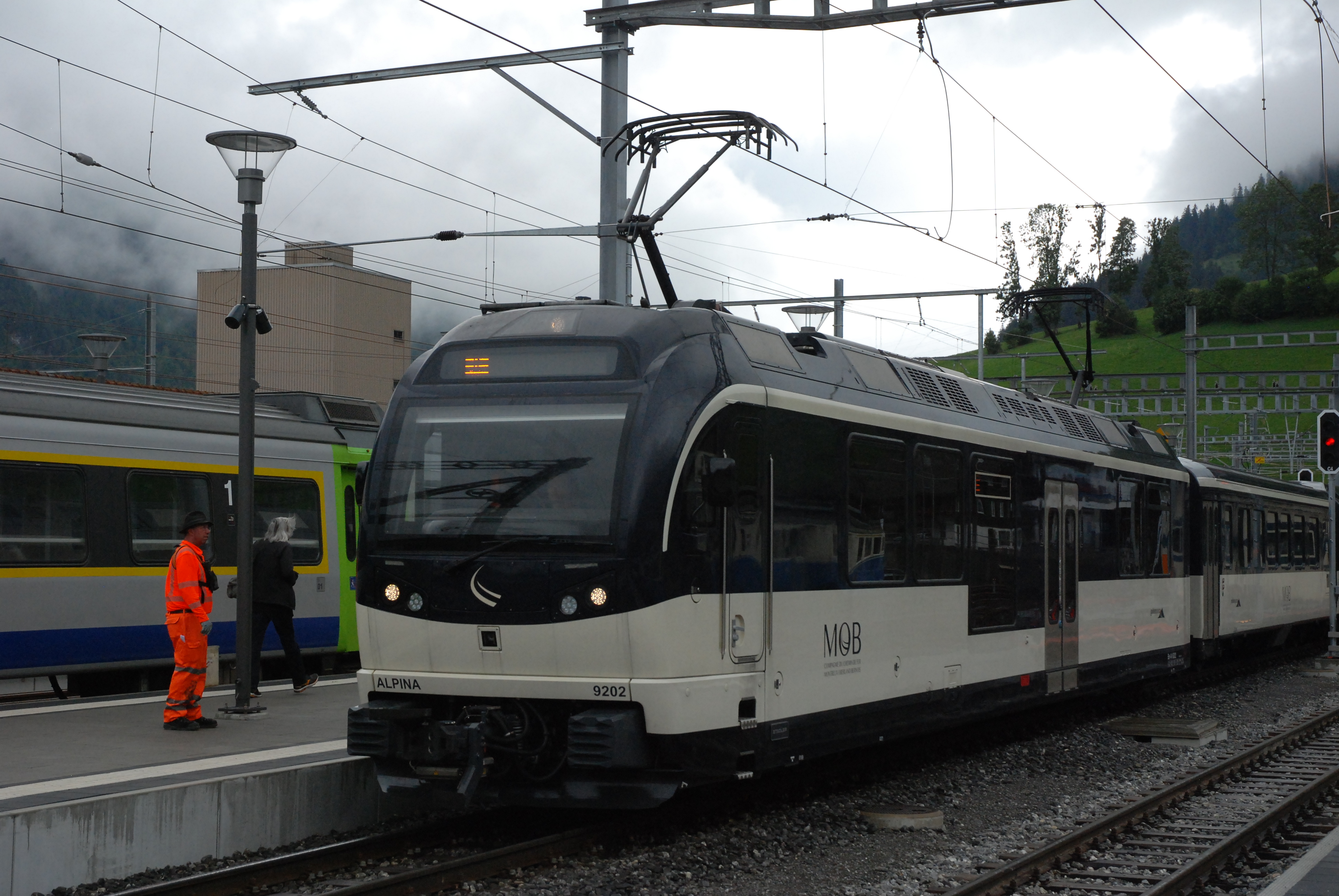
Be 4/4 9202 der MOB im Bahnhof Zweisimmen
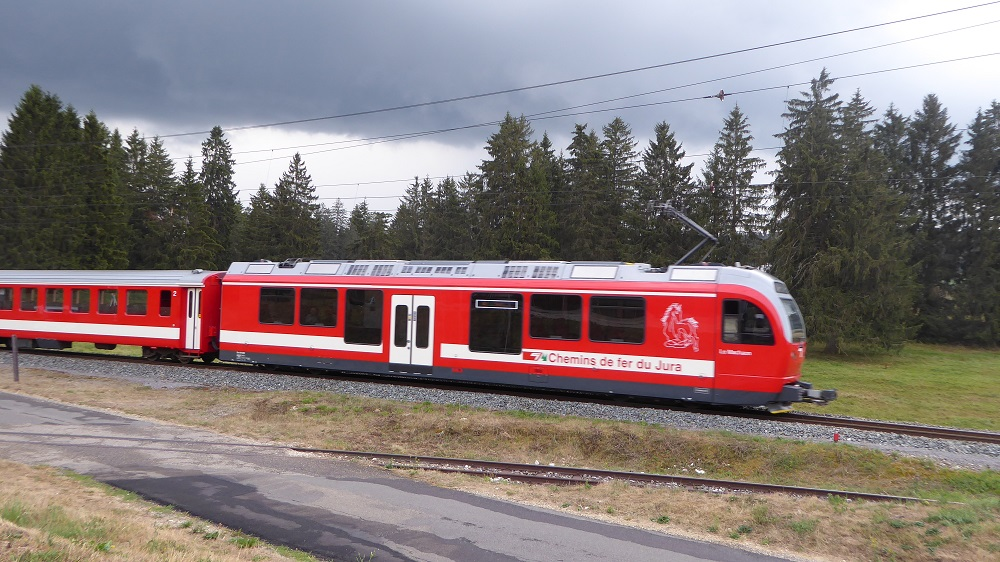
Be 4/4 der Chemins de fer du Jura (CJ)
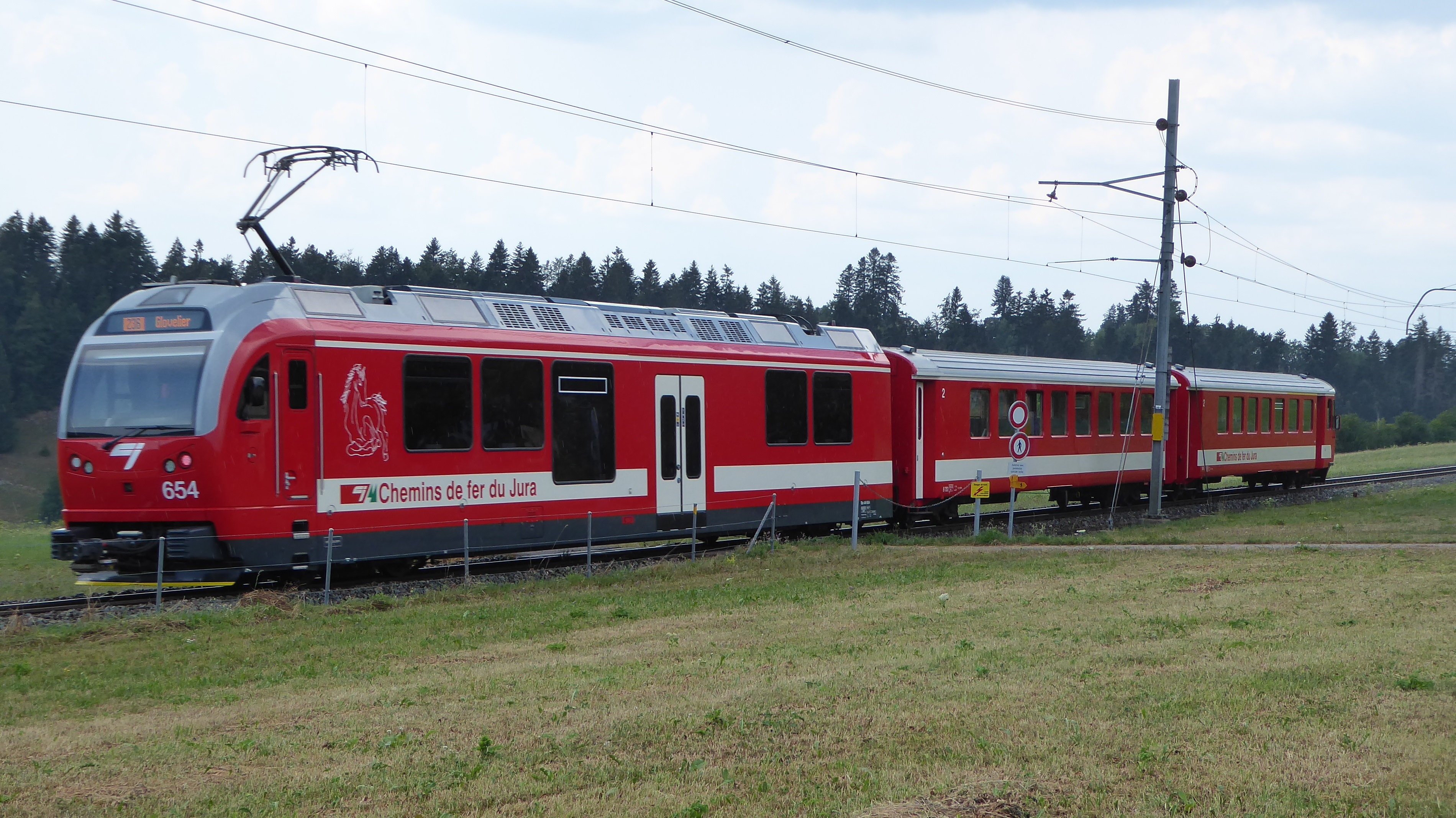
Be 4/4 654 der CJ mit seinem Pendelzug bei La Cibourg

## ABe 4/12 der Appenzeller Bahnen
| Namen |                 |
| Nr.   | Name            |
| 1001  | Silvesterchlaus |
| 1002  | Bloch           |
| 1003  | Alpfahrt        |
| 1004  | Betruef         |
| 1005  | Alpstobete      |

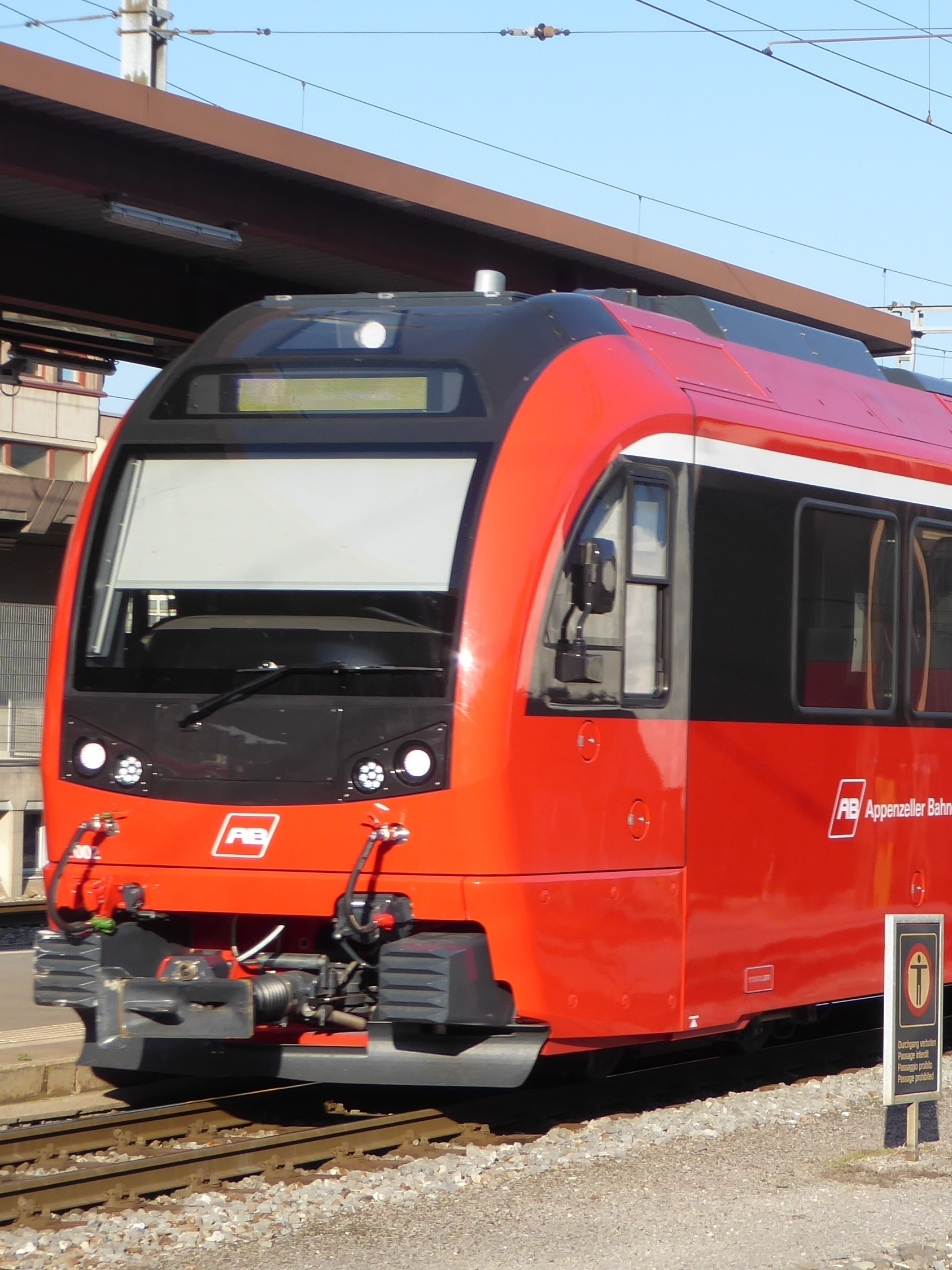
ABe 4/12 «Walzer» der Appenzeller Bahnen

Für den Einsatz auf der Strecke Gossau–Appenzell–Wasserauen lieferte Stadler im Jahr 2018 den Appenzeller Bahnen (AB) fünf ABe 4/12, die weitgehend den Meterspurzügen der TPF und der NStCM entsprechen, wobei die Triebwagen der AB im Niederflurbereich um ein Abteil länger sind. Zudem erhielten die Züge der AB neuentwickelte Triebdrehgestelle und Schiebetritte sowie ein neuartiges Bremskonzept.
Mit den von den Appenzeller Bahnen als «Walzer» bezeichneten Triebzügen lässt sich ein grosser Teil der bestehenden Flotte ersetzen. Die Leistung des «Walzers» ermöglicht es, zu Spitzenzeiten Verstärkungsmodule mitzuführen. Aus den vorhandenen Personenwagen werden drei Module mit je einem Steuerwagen und einem oder zwei Zweitklasswagen gebildet. Die Namen der Züge sind den Appenzeller Volksbräuchen gewidmet.

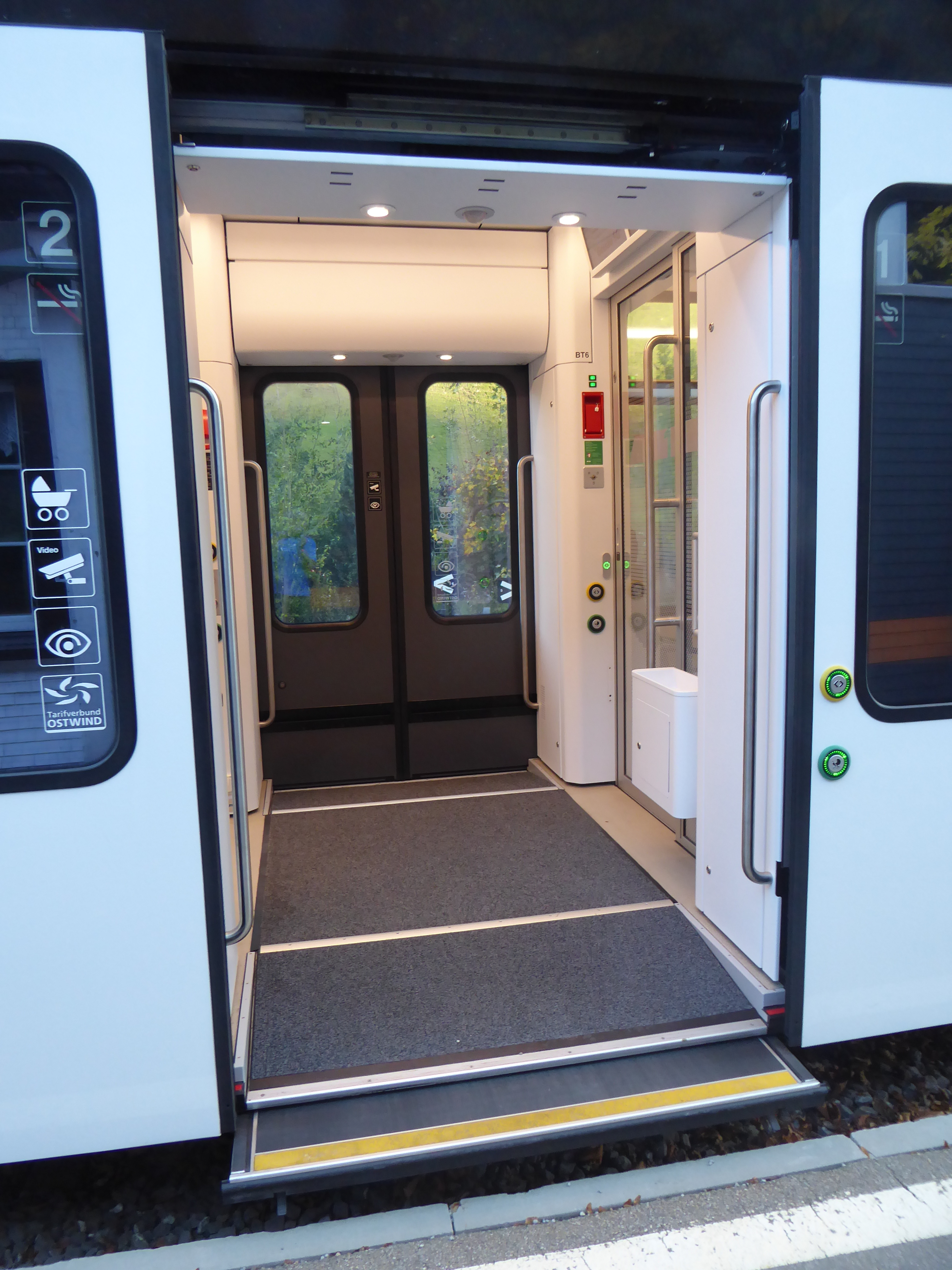
Türe mit Schiebetritt

Seit im Sommer 2019 die neuen Gleichrichterstationen in Gossau und Weissbad im Betrieb sind, können die «Walzer»-Züge in Doppeltraktion verkehren.

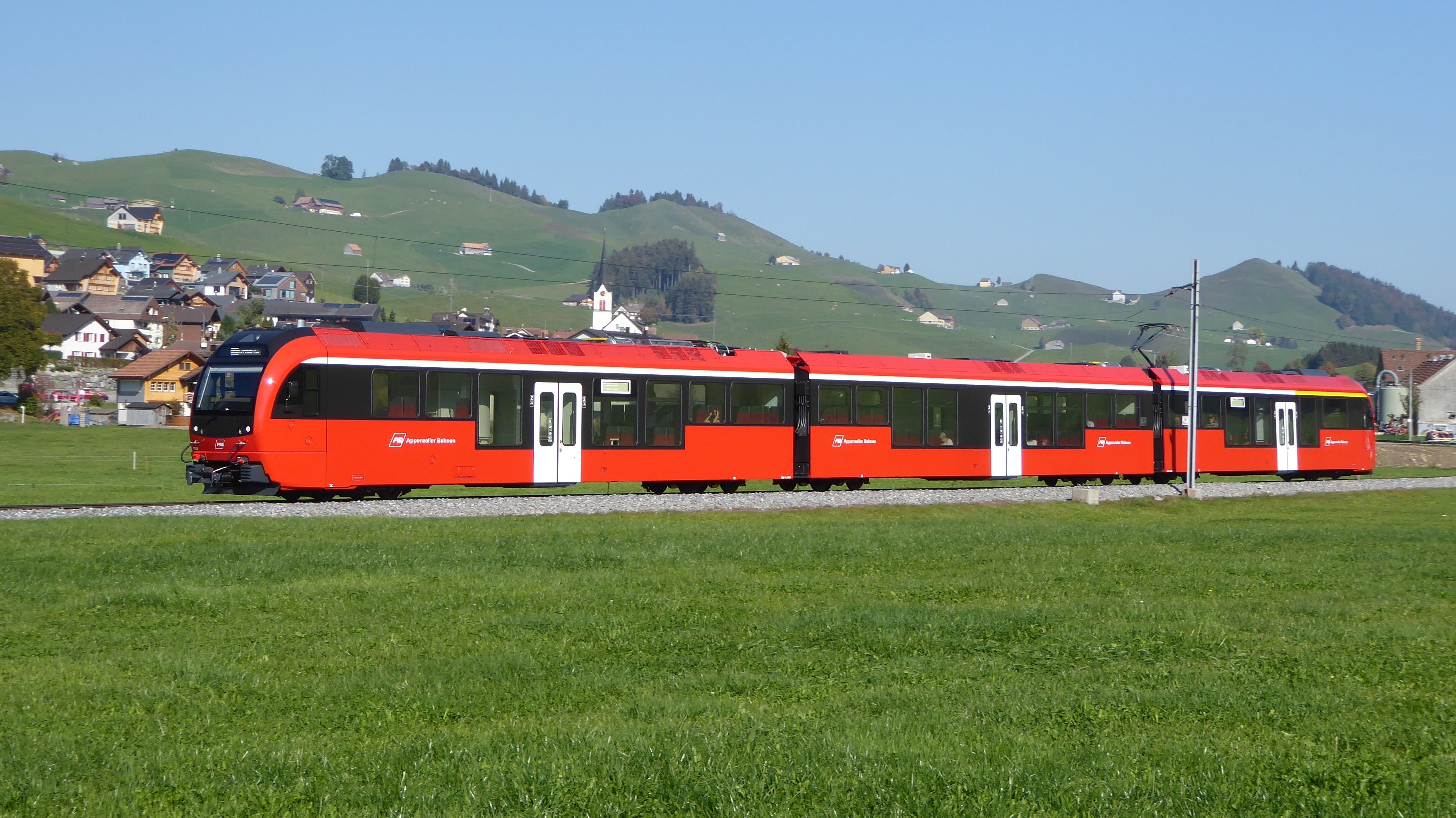
ABe 4/12 «Walzer» bei Gonten
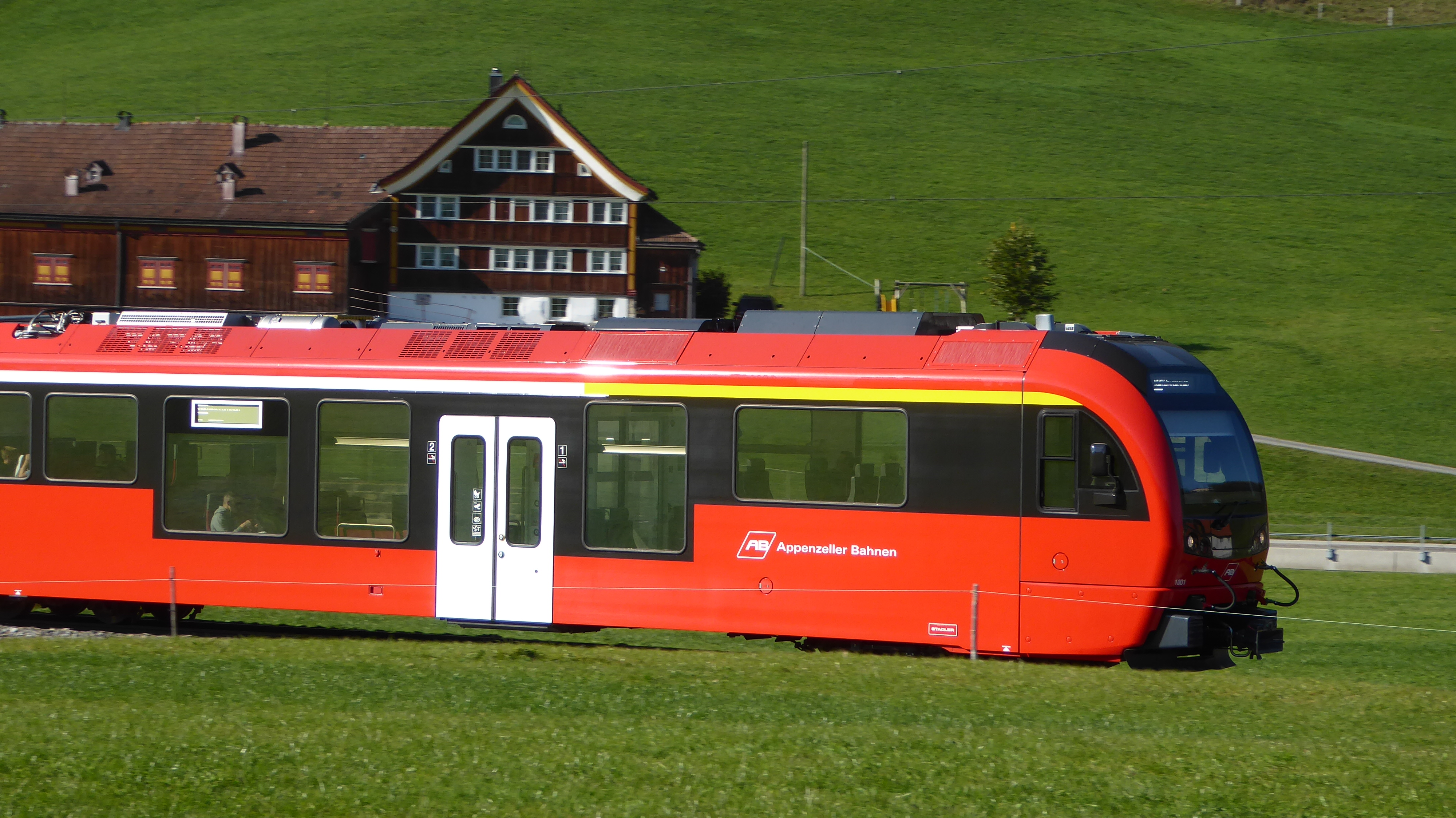
ABe 4/12 bei Jakobsbad
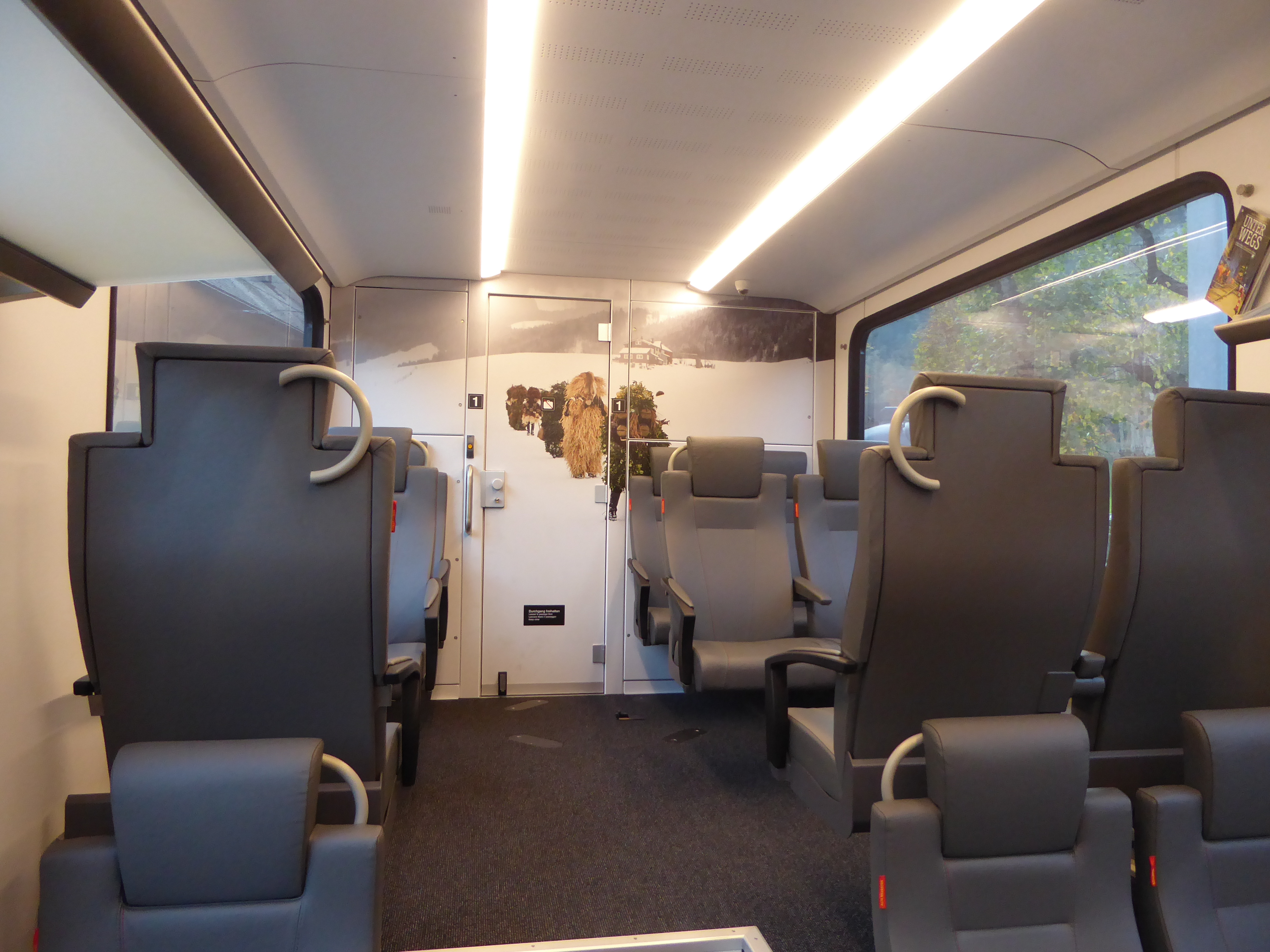
Erstklass-Abteil, an der Rückwand Bild von Silvesterchläusen
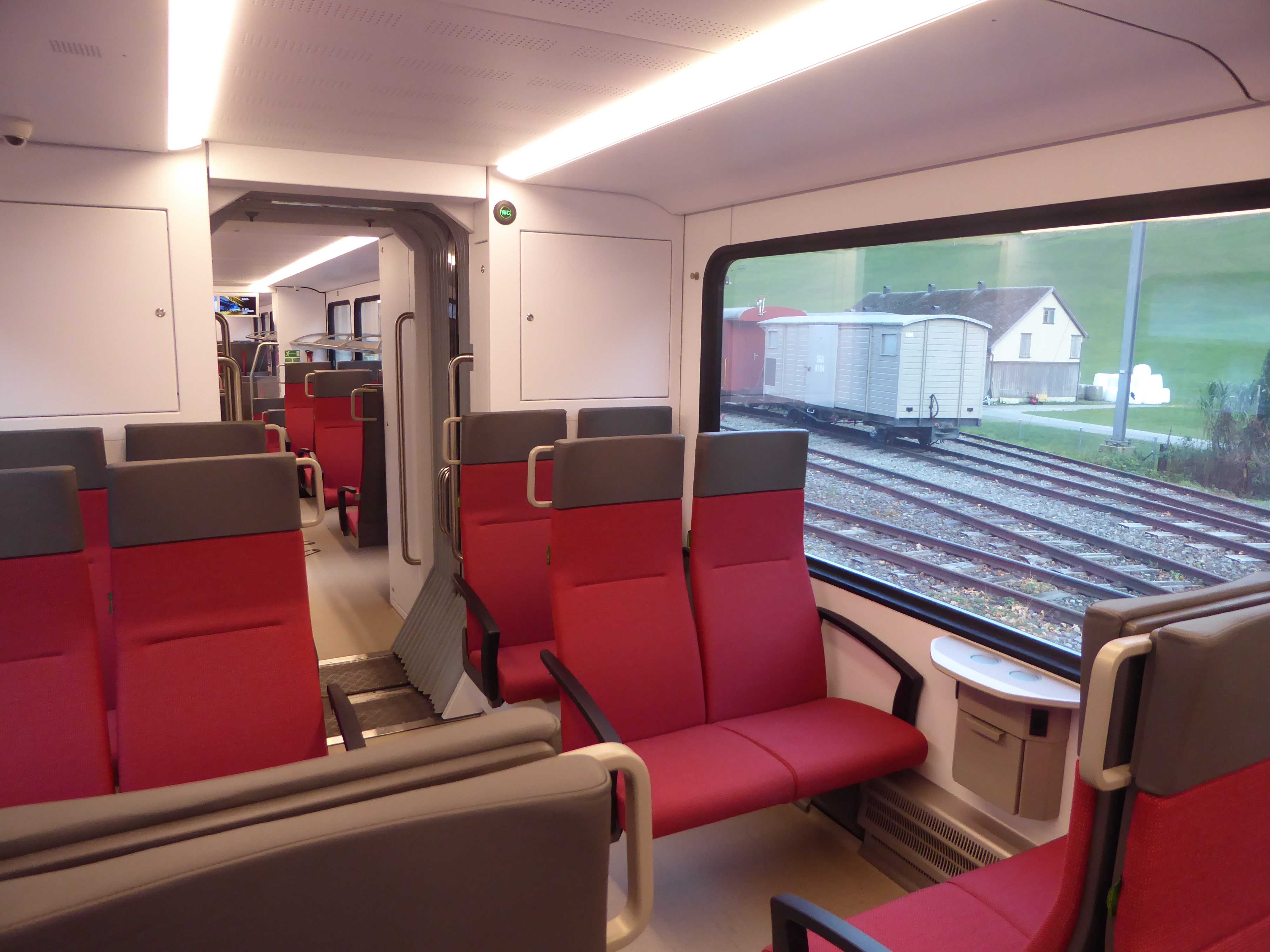
Zweitklass-Abteil

## Nachbestellung von CJ, TPC und TransN
| Stadler Westschweizer Meterspurzüge (CJ, 2. Serie) | Stadler Westschweizer Meterspurzüge (CJ, 2. Serie) | Stadler Westschweizer Meterspurzüge (CJ, 2. Serie) | Stadler Westschweizer Meterspurzüge (CJ, 2. Serie) |
| -------------------------------------------------- | -------------------------------------------------- | -------------------------------------------------- | -------------------------------------------------- |
| Bauartbezeichnung:                                 | Be 2/4                                             | B                                                  | ABe 2/4                                            |
| Nummerierung:                                      | 671–676                                            | 671–675                                            | 671–676                                            |
| Anzahl:                                            | 6                                                  | 5                                                  | 6                                                  |
| Inbetriebsetzung:                                  | 2024                                               | 2024                                               | 2024                                               |
| Achsformel:                                        | Bo’2’                                              | 2'2'                                               | 2'Bo'                                              |
| Spurweite:                                         | 1000 mm                                            | 1000 mm                                            | 1000 mm                                            |
| Länge über Kupplung:                               | 16,93 m                                            | 18,15 m                                            | 16,93 m                                            |
| Achsstand Triebdrehgestelle: Laufdrehgestelle:     | 2000 mm 1700 mm                                    | 1700 mm                                            | 2000 mm 1700 mm                                    |
| Dienstmasse (tara):                                | 33 t                                               | 23 t                                               | 33 t                                               |
| Höchstgeschwindigkeit:                             | 100 km/h                                           | 100 km/h                                           | 100 km/h                                           |
| Dauerleistung:                                     | 580 kW                                             |                                                    | 580 kW                                             |
| Anfahrzugkraft                                     | 75 kN                                              |                                                    | 75 kN                                              |
| Durchmesser Triebrad (neu): Laufrad (neu):         | 810 mm 690 mm                                      | 690 mm                                             | 810 mm 690 mm                                      |
| Stromsystem:                                       | 1500 V =                                           | 1500 V =                                           | 1500 V =                                           |
| Sitzplätze 1. Klasse: 2. Klasse:                   | – 44                                               | – 53                                               | 11 28                                              |
| Quelle:                                            |                                                    |                                                    |                                                    |

2022 bestellten die Chemins de fer du Jura (CJ) zusammen mit den Transports Publics du Chablais (TPC) und den Transports Publics Neuchâtelois (TransN) weitere elf Einheiten. Fünf dreiteilige Züge und ein zweiteiliger Zug kamen zu den CJ, drei Zweiteiler ABe 4/8 471 – 473 zu den TPC und beiden Zweiteiler Be 2/4 + ABe 2/4 9 und 10 zu den TransN, die sie auf der Strecke La Chaux-de-Fonds–Les Ponts-de-Martel einsetzen. Mit diesen Niederflurzügen können die drei Meterspurbahnen das Behindertengleichstellungsgesetz umsetzen.
Der zweiteilige Zug darf nicht allein auf dem Netz der Chemins de fer du Jura verkehren, sondern nur zusammen mit einem Dreiteiler, weil er über keine Toilette verfügt. Er dient nicht nur als Verstärkungsmodul bei den CJ, sondern auch als Reservetriebzug für die TransN-Strecke nach Les Ponts-de-Martel. Dort ist kein WC notwendig, weil die Fahrzeit unter 30 Minuten liegt.
Mit der Beschaffung wurden bei den CJ die noch nicht abgeschriebenen GTW-Triebzüge ABe 2/6 überflüssig. Die Jurabahnen hätten sie gerne verkauft, aber im Gegensatz zu den GTW-Zügen der Aare Seeland mobil und dem Be 2/6 der damaligen Meiringen-Innertkirchen-Bahn wurden sie nicht modernisiert und der technischen Entwicklung angepasst. Weil der Verkauf nicht gelang, versuchen die CJ, ihre Be 4/4 651–655 mit den 1985/86 beschafften Steuer- und Zwischenwagen zu veräussern. Die Triebwagen sind technisch sehr ähnlich mit den ABe 4/4 und Be 4/4 der Montreux-Berner Oberland-Bahn. Falls der Verkauf nicht gelingt besteht die Gefahr, dass der Kostendeckungsgrad der CJ auf einen unzulässig tiefen Wert sinkt.
Gegenüber den Vorgängerfahrzeugen der CJ, den GTW-Triebzügen, sind die neuen Fahrzeuge mehr als doppelt so schwer. Das hat entsprechende Auswirkungen auf den Energiebedarf, insbesondere zwischen Glovelier und Saignelégier mit knapp 500 Metern Höhenunterschied.
Die TPC stellten in Aigle am 21. Juni 2024 ihre drei neuen Triebzüge der Bevölkerung vor, obwohl noch einige Kinderkrankheiten zu beheben waren. Sie werden auf der Strecke nach Les Diablerets eingesetzt.